# Winston Churchill (miniszterelnök)
Sir Winston Leonard Spencer Churchill (Woodstock (Oxfordshire) (Blenheim kastély), 1874. november 30. – London, 1965. január 24.) brit politikus és történész, az Egyesült Királyság miniszterelnöke 1940–1945 és 1951–1955 között. Kiemelkedő képességű államférfi, szónok és stratéga, a brit hadsereg tisztje. Élete egyedülálló számú és mélységű kutatás tárgya a brit és világtörténelemben betöltött szerepe miatt. Rendkívül termékeny író, történeti munkáit irodalmi Nobel-díjjal ismerték el 1953-ban.
Katonai pályafutása során Churchill harcolt a malakandi hadseregben az északnyugati határvidéken (India és Afganisztán határán), Szudánban az omdurmáni csatában és Dél-Afrikában a második búr háborúban. Helyszíni tudósítóként komoly hírnévre tett szert.
A politikai élet élvonalában eltöltött hatvan év során számos politikai és kormányzati pozíciót birtokolt. Az első világháború előtt kereskedelmi, majd belügyminiszter volt liberális kormányokban. A háború idején több minisztériumot irányított, így volt az admiralitás első lordja, hadfelszerelési miniszter, hadügyminiszter és légügyi miniszter is. Rövid ideig katonáskodott, szolgált a nyugati fronton, ahol a Királyi Skót Lövészek 6. zászlóalját vezette. A két világháború között egy ideig pénzügyminiszter volt.
A második világháború kitörése után Churchillt ismét kinevezték az admiralitás első lordjává. Neville Chamberlain lemondása után, 1940 májusában az Egyesült Királyság miniszterelnöke lett, és ő vezette a tengelyhatalmak legyőzésére irányuló brit erőfeszítéseket. Beszédei óriási mozgósító erőt jelentettek a szövetséges erők és a brit lakosság számára egyaránt. Az 1945-ben elvesztett általános választás után az ellenzék vezére lett. 1951-től ismét miniszterelnök lett, majd 1955-ben végleg visszavonult. Halála után állami temetést kapott, amelyen rendkívül sokan vettek részt a világ vezető politikusai közül.

## Ifjúkora

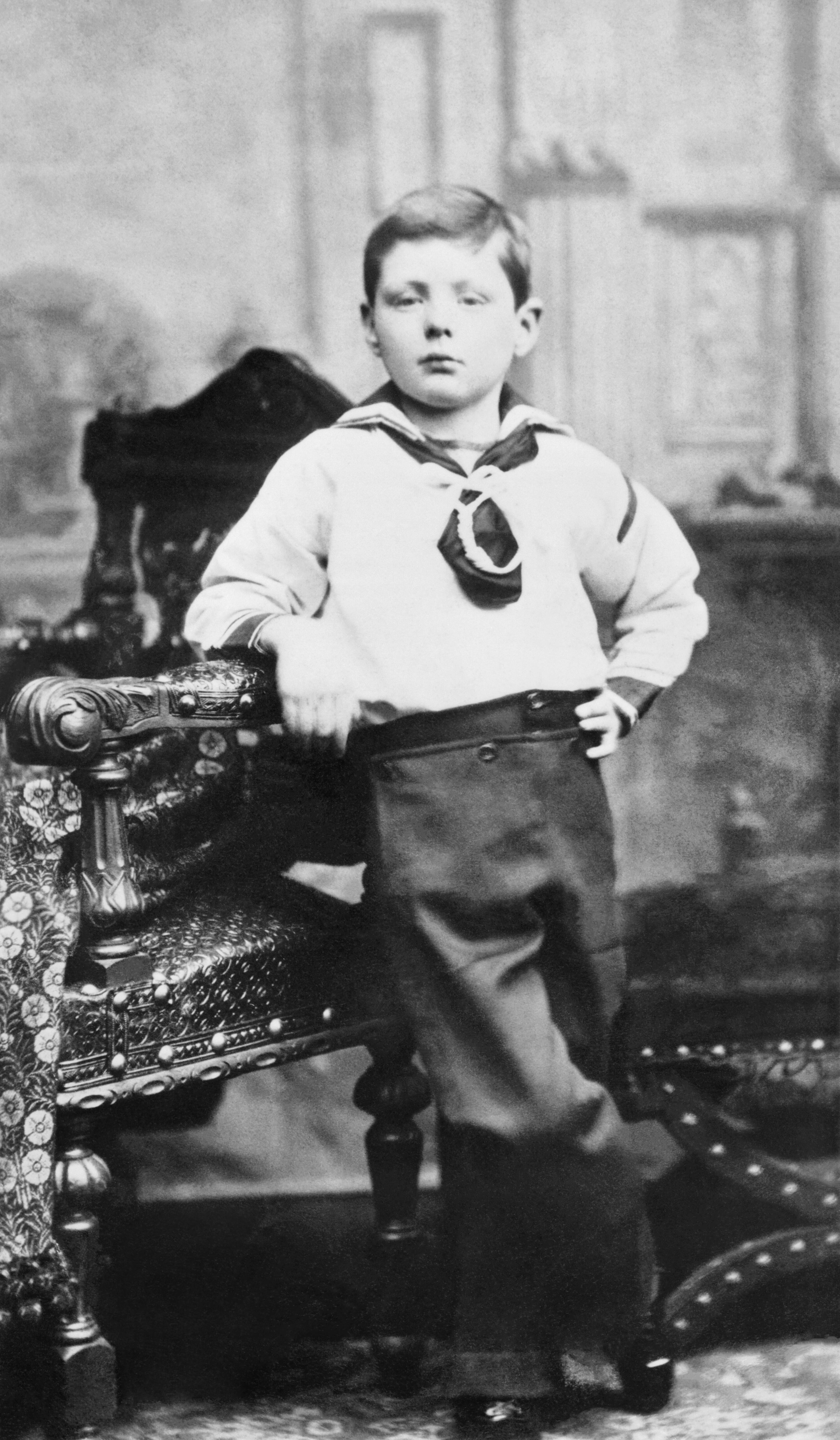
Hétéves korában, Dublin (1881)

Winston Leonard Spencer Churchill híres arisztokrata családba, a Spencerek idősebb ágába született. A családnevet George Spencer 1817-ben változtatta Spencer-Churchillre, mert hangsúlyozni akarta, hogy John Churchilltől, a spanyol örökösödési háború híres hadvezérétől származik — Sir Winston az első közismert Churchill egyenes ági leszármazottja.
Már Winston édesapja, Lord Randolph Churchill, John Spencer-Churchillnek, Marlborough hetedik hercegének harmadik fia is neves politikus volt, édesanyja, Lady Randolph Churchill (lánykori nevén Jennie Jerome) pedig Leonard Jerome amerikai milliomos lánya, újvilági angol telepesek leszármazottja.
Churchill 7 hónapra született az oxfordshire-i Woodstockban álló Blenheim kastélyban 1874. november 30-án. Nyolc hónappal szülei sietősen kötött házassága után érkezett a családba. Egy öccse volt, John Strange Spencer-Churchill.
Churchill független és lázadó személyisége korán megmutatkozott, iskolai teljesítménye pedig gyenge volt. Büntetésül a szigoráról ismert Harrow iskolába íratták 1888. április 17-én, ahol kezdetét vette katonai karrierje, amikor néhány héttel érkezése után csatlakozott a Harrow Lövészhadtesthez. Churchill jó jegyeket szerzett angol nyelv és irodalomból, illetve történelemből; az iskola vívóbajnoka is lett.
Anyja ritkán látogatta, ezért levelekben kérlelte, hogy meglátogathassa, vagy ő jöjjön el hozzá. Apjával való kapcsolata igen távoli volt, és Churchill egyszer megjegyezte, hogy szinte alig beszéltek. Szüleivel való kapcsolatának hiányosságai miatt nagyon szoros kapcsolatba került dajkájával, Elizabeth Anne Everesttel, akit leveleiben rendszerint „drága öreg nénimnek” szólított.

## Katonai szolgálat

### Sandhursti főiskola

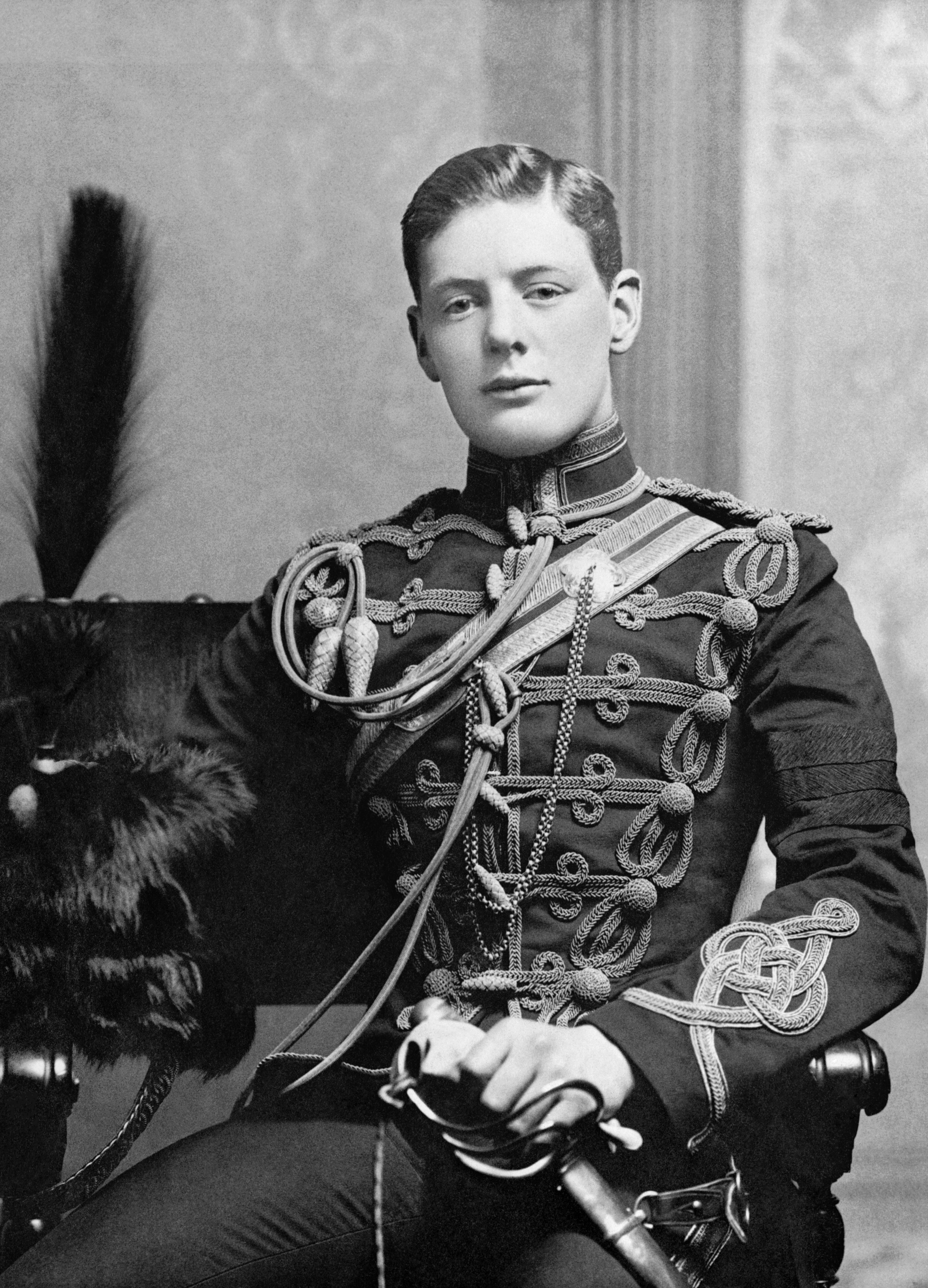
Churchill katonai egyenruhában, 1895

Miután 1893-ban elvégezte a Harrow-t, felvételizett a sandhursti Királyi Katonai Főiskolára, ahova azonban csak harmadik kísérletre sikerült bejutnia. Ezután azonban jól teljesített, és a 150 fős évfolyamából nyolcadik legjobbként végzett 1894 decemberében. 1895. február 20-án alhadnagyi rangban a Király Saját 4-es Huszárezredéhez vezényelték. 1941-ben megkapta a tiszteletbeli huszárezredes címet.
Churchill hivatalos életrajzírója, Martin Gilbert 1991-ben egy interjúban megemlítette: Churchillt azzal vádolták, hogy szodómiát követett el Sandhurstben. Könyvében Gilbert azt írja, Churchill azonnal rágalmazási pert indított a vádló ellen, aki egy olyan fiatal tiszt apja volt, akinek az előrejutását a 4-es huszároknál Churchill és társai megakadályozták. Gilbert szerint az apa visszavonta a keresetet, és 400 font (nem csekély összeg, mai értéken kb. 20 000 font, azaz 7 millió forint) ellenében peren kívül megegyezett Churchillel.

### Haditudósítóként
Churchill alhadnagyi fizetése a 4-es huszároknál évi 300 font volt, ő azonban úgy gondolta, további 500 fontra van szüksége ahhoz, hogy az ezred által elvárt színvonalon éljen. Roy Jenkins szerint ez volt az oka, hogy Churchill haditudósításokat kezdett írni. A kiképzése befejeztével Churchill azt kérte, hogy háborús övezetekbe vezényeljék, ahol, mindenféle etikettel szembemenve, többletjövedelemre tett szert a londoni lapok helyszíni tudósítójaként.
Lord Bill Deedes a Királyi Történeti Társaság egy 2001-es gyűlésén kifejtette, miért törekedett Churchill a frontvonalba kerülni. „A Gránátos Gárdánál volt, akik szárazak voltak [nem ittak alkoholt] a zászlóalj főhadiszállásán. Nagyon szerették a teát és a sűrített tejet, ezek azonban különösebben nem vonzották Winstont. A frontvonalban, a lövészárkokban viszont engedélyezett volt az alkohol. Így azt sugallta ezredesének, hogy többet kellene látnia a háborúból, a frontvonalba kellene kerülnie. Az ezredes nagyon dicséretesnek találta ezt, és kitűnő ötletnek tartotta.”

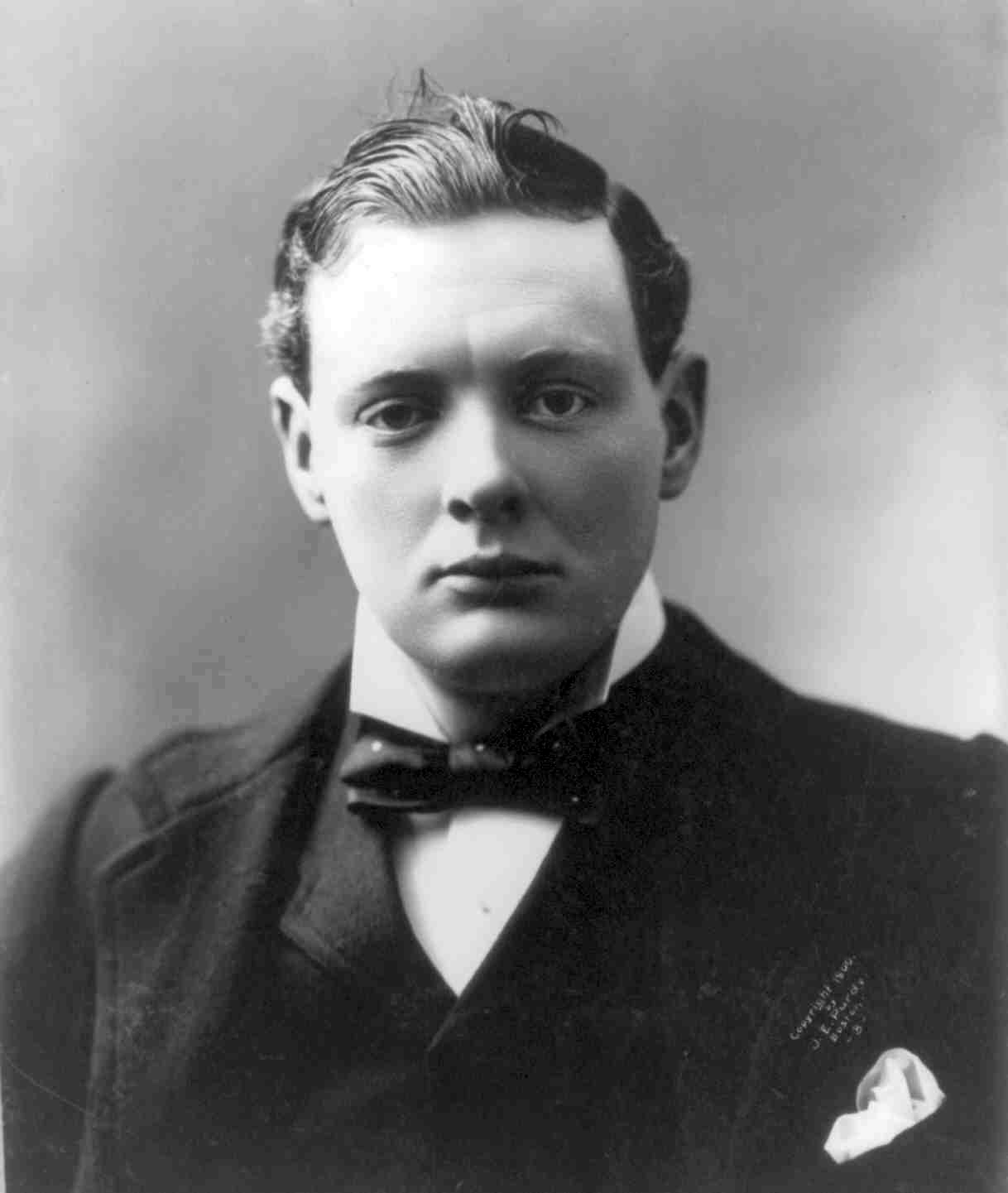
Churchill ifjúkorában, 1900

1895-ben Churchill Kubába utazott, hogy megfigyelje a spanyolok és a helyi gerillák küzdelmét; egyúttal tudósításokat is írt a Daily Graphicnek. Nagy örömére huszonegyedik születésnapján átesett a tűzkeresztségen. Ez idő tájt nyert betekintést a kubai szivarok világába, ezt követően élete végéig hódolt eme szenvedélyének.
Hamarosan arról értesült, hogy dajkája, Mrs. Everest haldoklik, ezért visszatért Angliába, s így egy hetet tudott vele tölteni, mielőtt a hölgy meghalt. Churchill naplójában ezt írta róla: „Ő volt a legkedvesebb barátom.” Ifjúkorom című könyvében pedig azt, hogy „Ő volt a legkedvesebb és legközelibb barátom egész addigi, húszévnyi életem során.” 1896. október elején az indiai Bombaybe vezényelték. Ezrede egyik legjobb lovaspóló-játékosának tartották, és számos elismert tornán vezette győzelemre csapatát.
Nagyjából ebben az időben olvasta Winwood Reade Martyrdom of Man (Az ember vértanúsága) című művét, a viktoriánus ateizmus egyik klasszikusát, aminek révén végleg elvesztette keresztény hitét, és az a komor világnézet alakult ki benne, hogy az emberiség egy Isten nélküli világban a fejlettebb és fejletlenebb népek közötti küzdelemre van ítélve.
Indiai szolgálata idején, pótlandó az elvesztegetett időt, mohón olvasni kezdett. Darwin A fajok eredete című műve rendkívül nagy hatást gyakorolt rá. Edward Gibbon A római birodalom hanyatlása és bukása művét olvasva minden esetleg megmaradt vallásos hitét elvesztette, és valami okból különösen erős ellenszenve támadt a katolikus egyházzal és a keresztény hittérítéssel szemben. Szavai szerint „a feje búbjáig materialista” lett, és hevesen képviselte ama álláspontot, hogy az emberi élet küzdelem a létezésért, melyben a legalkalmasabbak maradnak életben. Ezt az élet- és történelemszemléletet egyetlen, nem túl sikerült szépirodalmi művében, a Savrolában fejtette ki. („Mindig arra intettem barátaimat, hogy tartózkodjanak elolvasásától.”) Átmenetileg agresszív vallásellenesség jellemezte, de ezt végül felváltotta egy toleránsabb, egyfajta isteni gondviselés létét elfogadó álláspont.

### Malakand
1897-ben megkísérelte, hogy tudósítson a görög-török háborúból (illetve szükség esetén harcoljon), de a konfliktus véget ért, mielőtt a helyszínre érkezett volna. Később, miközben angliai eltávozására készült, hírét vette, hogy a brit hadsereg három dandárral hadjáratra készül egy pastu törzs ellen az afganisztáni határvidéken, ezért kérvényezte elöljárójánál, hogy csatlakozhasson az expedíciós haderőhöz.
Jeffreys dandártábornok alatt szolgált Malakandban, a mai Pakisztán területén harcoló második dandárban. Jeffreys Churchillt tizenöt társával kiküldte, hogy kémleljék ki a Mamund-völgyet; innen visszatérőben belefutottak egy ellenséges törzsbe, és tűzharcba keveredtek. Egyórányi lövöldözés után erősítésként megérkezett hozzájuk a 35-ös szikh ezred, majd a tüzelés fokozatosan elült, ők pedig továbbhaladtak. Ekkor több száz törzsi harcos támadt rájuk lesből, visszavonulásra kényszerítve őket. Eközben az ellenséges tűz hevessége miatt egy sebesült tisztet hátra kellett hagyniuk. Őt Churchill szeme láttára vagdosták halálra, aki később azt írta a tiszt gyilkosáról, hogy „Minden másról megfeledkeztem abban a pillanatban, csak arra gondoltam, hogy megöljem azt az embert.” A szikhek azonban sok embert veszítettek, és a rangidős tiszt arra utasította Churchillt, hogy vigye biztonságba az embereket.
Mielőtt távozott, írásos parancsot kért, hogy ne vádolhassák dezertálással. Miután ezt megkapta, riasztotta a másik dandárt, amely bekapcsolódott a harcokba. A harcok a térségben még további két hétig tartottak, mire a holttestet sikerült visszaszerezni. Churchill azt írta naplójába: „Hogy megérte-e, nem tudom.” Malakand ostromáról The Story of the Malakand Field Force (A malakandi hadsereg története) címen 1900 decemberében élménybeszámolót jelentetett meg, amelyért 600 fontot kapott. A hadjárat során a The Pioneer és a The Daily Telegraph számára cikkeket is írt. A csatáról szóló visszaemlékezés egyik első kiadott írása volt, amelyért hasábonként 5 fontot kapott a Daily Telegraphtól.

### Szudán és Oldham
Churchillt (kitartó kérlelése nyomán) 1898-ban Egyiptomba vezényelték, ahol csatlakozott a 21-es ulánusokhoz, akik Herbert Kitchener tábornok parancsnoksága alatt szolgáltak Szudánban. Szolgálata idején két későbbi első világháborús katonai vezetővel volt alkalma találkozni: Douglas Haiggel, aki akkor századosi rangban szolgált, és John Jellicoeval, aki akkoriban egy folyami őrhajó hadnagya volt. A szudáni hadjárat során, az omdurmáni csatában (1898 szeptemberében) részt vett a brit hadsereg utolsó nagy lovasrohamában. A The Morning Post számára haditudósításokat írt.
1898 októberében visszatért Nagy-Britanniába, és elkezdett dolgozni kétkötetes munkáján, a The River Waron (A folyami háború), amelyben a Szudán visszafoglalása során szerzett élményeit írta meg. A könyv a következő évben jelent meg. Churchill 1899-ben a Konzervatív Párt színeiben jelöltette magát parlamenti képviselőnek az Oldhamben tartott időközi választáson, amit elvesztett, harmadik befutóként.

### Dél-Afrika
A választási vereség után Dél-Afrikába utazott, hogy tudósítson a második búr háborúról, amely 1899. október 12-én tört ki Nagy-Britannia és a búr köztársaságok között. Churchillt elfogták és hadifogolyként egy pretoriai táborban tartották fogva. Később azt állította, hogy Louis Botha tábornok, a Dél-afrikai Unió későbbi miniszterelnöke fogta el, de ezt többen megkérdőjelezték, így például Churchill unokája, Celia Sandys Churchill Wanted Dead or Alive (Churchill élve vagy halva) című könyvében.
Churchill megszökött a fogságból, és közel 500 km-t utazott a portugál fennhatóság alatt álló Maputóig egy angol bányamenedzser segítségével. Szökése révén egy időre kisebbfajta nemzeti hőssé vált Nagy-Britanniában, ő azonban hazatérés helyett újra csatlakozott Redvers Buller tábornok hadseregéhez, amely a Ladysmitht ostromló brit erők megsegítésére és Pretoria bevételére indult. (Hajmeresztő szökése miatt egy időben az a hír járta, hogy megkapja a Viktória-keresztet, az ellenséggel szemben tanúsított bátorságért adható legmagasabb brit kitüntetést, ez azonban végül elmaradt). Ebben az időszakban, bár továbbra is írt haditudósításokat, Churchill kinevezést kapott a dél-afrikai Könnyűlovas Ezredhez. Egyike volt a Ladysmithbe és Pretoriába bevonuló első brit katonáknak. Unokatestvérével, Marlborough hercegével a brit csapatokat megelőzve megadásra szólította fel és lefegyverezte a pretoriai hadifogolytábor 52 búr őrét.
1900-ban visszatért Angliába a Dunnottar Castle fedélzetén, ugyanazon a hajón, amelyen 8 hónappal korábban Afrikába érkezett, és két könyvet adott ki, London to Ladysmith via Pretoria (Londontól Ladysmithig Pretorián át), illetve Ian Hamilton's March (Ian Hamilton menetelése) címmel, előbbit májusban, utóbbit októberben.

## Első évei a Parlamentben

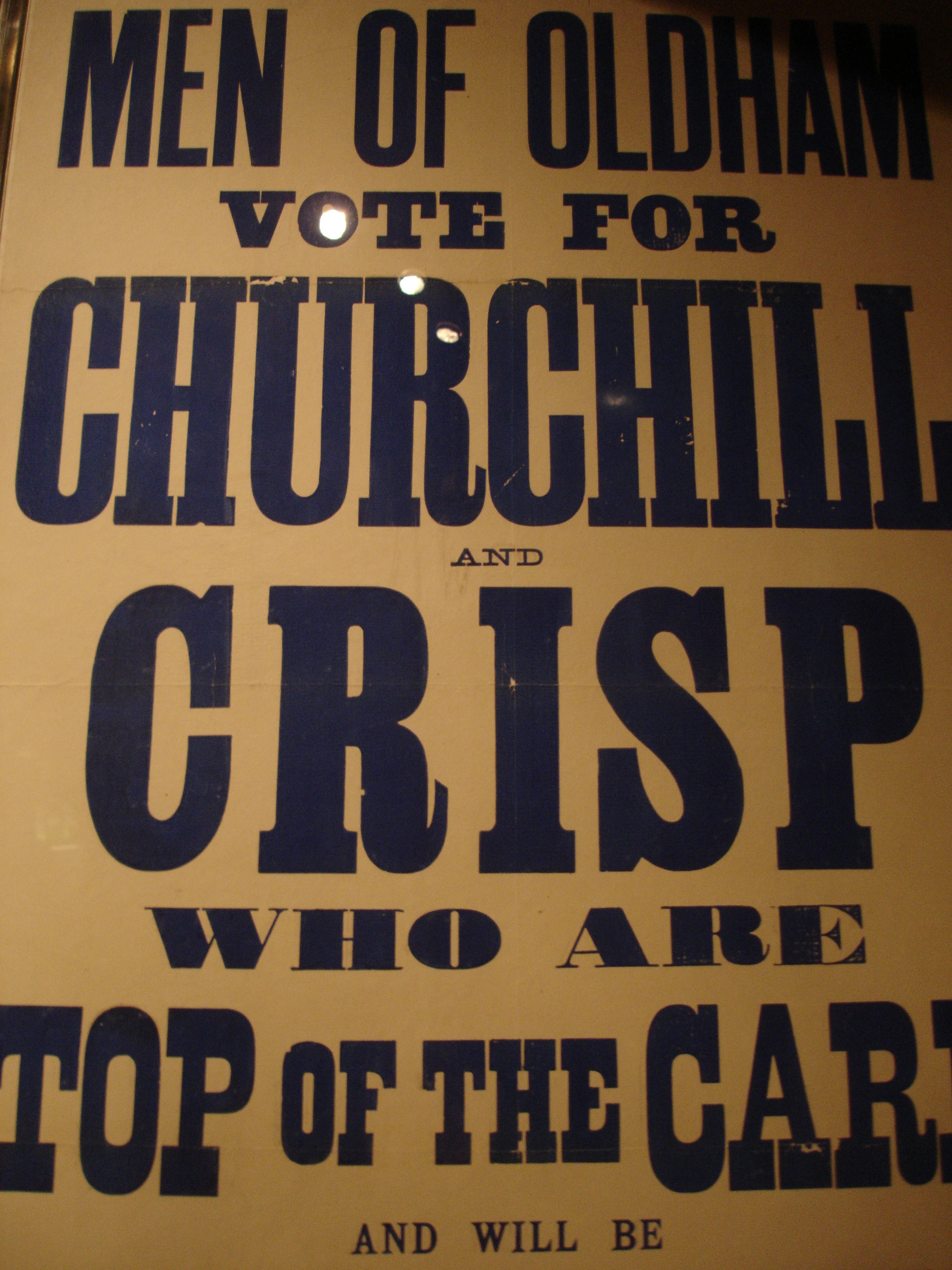
Churchill oldhami választási plakátja

Az 1899-es oldhami választási kudarc után az 1900-as általános választásokon ismét megkísérelte, hogy bejusson a Képviselőházba. Az év decemberében vacsorát adtak a háborúból frissen hazatért ifjú újságíró tiszteletére, akinek dél-afrikai kalandjai széles körben ismertté váltak. Ez alkalommal sikerrel járt a választáson, ám mielőtt elfoglalta volna parlamenti székét, nagy-britanniai és egyesült államokbeli előadókörútra indult, amelyből 5 400 font jövedelemre tett szert. (Akkoriban a parlamenti képviselők nem kaptak fizetést, és közöttük Churchill nem számított gazdagnak.) Mindkét választás során a költségeket unokatestvére, Marlborough herceg állta.
A Parlamentben Churchill a konzervatív párt egyik csoportjához csatlakozott, amelyet vezetőjükről, Lord Hugh Cecilről „hughligánoknak” csúfoltak. Első parlamenti ülésszaka során Churchill vitát provokált a kormány katonai költségvetéséről. 1903-ra eltávolodott Lord Hugh nézeteitől. Szembekerült Joseph Chamberlainnel, a Liberális Unionista Párt vezérével, a konzervatívok koalíciós partnerével is. Chamberlain kiterjedt vámrendszer bevezetését szorgalmazta a brit gazdasági fölény megőrzése érdekében. Churchill ezzel saját párttársai heves ellenszenvét is kivívta, olyannyira, hogy egyik beszéde alatt kivonultak az ülésteremből. Még saját választókerületének pártszervezete is megvonta tőle a támogatást, de a következő általános választásokig Oldham képviselője maradt.

Churchill 1904-ben

1904-re Churchill elégedetlensége a konzervatívokkal szemben akkorára nőtt, hogy a pünkösdi ülésezési szünetről visszatérve pártot váltott, és átült a liberálisok soraiba. Akkoriban azt beszélték, hogy a döntés valódi oka az volt, hogy új pártjában rendszeres fizetésre számíthatott. Liberálisként továbbra is kiállt a szabadkereskedelem mellett. Az 1906-os általános választásokon Északnyugat-Manchesterben szerzett mandátumot. (Az alkalmas választókörzetet gondos mérlegelés után pártja választotta ki számára, költségeit pedig nagybátyja, Lord Tweedmouth, rangidős liberális politikus állta.) Churchill a liberális pártban meghatározó szerepet játszott a minimálbért bevezető törvény elfogadtatásában.
1903-tól 1905-ig Churchill Lord Randolph Churchill című, édesapjáról szóló kétkötetes művén is dolgozott, amely 1906-ban jelent meg, és zajos tetszést aratott. A fiúi elkötelezettség azonban arra indította, hogy apja kevésbé vonzó tulajdonságait az indokoltnál árnyaltabban taglalja. Theodore Roosevelt, aki ismerte Lord Randolphot, ezt írta a könyvről: „egy okosan tapintatos és meglehetősen értéktelen és közönséges egoista okosan tapintatos és meglehetősen értéktelen és közönséges élete”. Egyes történészek szerint Churchill a könyvet részben arra használta, hogy elősegítse saját karrierjét, különösen, hogy igazolja átállását a liberális unionistákhoz.

## Miniszteri hivatal

### Növekvő elismertség
Amikor a választások után, 1905 decemberében a liberálisok átvették a kormányzást Henry Campbell-Bannerman vezetésével, Churchill gyarmatügyi államtitkár lett, Victor Bruce miniszter alatt. Churchill foglalkozott a legyőzött búr államoknak, Transvaalnak és Orange-folyó Gyarmatnak adandó alkotmánnyal és a dél-afrikai bányákban foglalkoztatott „kínai rabszolgák” ügyével. A korábbiakhoz hasonlóan jelentős szószólója volt a szabadkereskedelemnek.
Churchill volt a kormányzat legprominensebb kormányon kívüli tagja, és amikor 1908-ban Campbell-Bannermant Herbert Henry Asquith követte a miniszterelnöki székben, nem okozott meglepetést, hogy Churchillt a kormányba emelték, kereskedelmi miniszterként. Az akkori törvények szerint az új kormánytagoknak időközi választáson újra meg kellett méretniük magukat. Churchill elveszítette manchesteri képviselői helyét a konzervatív párti William Joynson-Hicks-szel szemben, de hamarosan újra mandátumot szerzett Dundeeban. A Kereskedelmi Bizottság elnökeként radikális jóléti reformokat vezetett be David Lloyd George-dzsal, az új pénzügyminiszterrel együttműködve. A legjelentősebb ezek közül az 1909-es ún. „nép költségvetése” volt, amely a szegényebb rétegek helyzetének javítása érdekében a magas jövedelműeket többletadókkal sújtotta, és – többek között – bevezette a nyugdíbiztosítás intézményét. A büdzsé körüli viták nyomán az azt (két évszázada nem látott módon) megvétózó Lordok Háza jogköreit jelentősen megnyirbáló törvényt fogadtak el 1911-ben, illetve visszafogták a Reginald McKenna, az admiralitás első lordja által szorgalmazott flottafejlesztési programot.

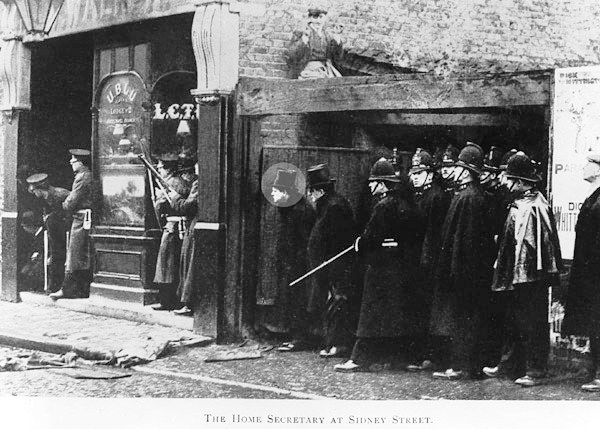
Winston Churchill a „Sidney Street-i csatában”, 1911. január 3-án

1910-ben Churchillt belügyminiszterré nevezték ki, amely pozícióban meglehetősen vegyes teljesítményt nyújtott.  Egy akkoriban készült híres fényképen látható, amint Churchill 1911. január 11-én, a „Sydney Street-i csata” során egy ház sarka mögül kilesve figyeli a sarokba szorított anarchisták és a Skót Gárda közt zajló tűzharcot. Az eseményben játszott szerepét éles kritikával illették. Az ostromlott épületben tűz ütött ki, és Churchill támogatta ama döntést, hogy megtagadják a tűzoltók bevetését, a megadás vagy a halál közti választásra kényszerítve a bűnözőket. Arthur Balfour azt kérdezte, „Ő [Churchill] és egy fotográfus is értékes életeket [ti. például a sajátját] veszélyeztetett. Azt még értem, mit csinált a fotográfus, de mit csinált nagyrabecsült képviselőtársam?”
Még abban az évben Churchill megakadályozta, hogy a tonypandyi felkelés során katonákat vessenek be a lázongó bányászok ellen. Attól való félelmében döntött így, hogy megismétlődhet az 1887-es Trafalgar Square-i „véres vasárnap”. Végül azonban mégis vezényeltek csapatokat a helyszínre, részben a bányák védelme érdekében, részben, hogy megakadályozzák a zavargások kiújulását, amikor kisebb bűncselekmények miatt bíróság elé állítottak 13 sztrájkolót. Ez megtörte ama hagyományt, hogy a hadsereget nem vonják be polgári ügyek intézésébe, és tartósan népszerűtlenné tette Churchillt Walesben.

### Az admiralitás első lordja

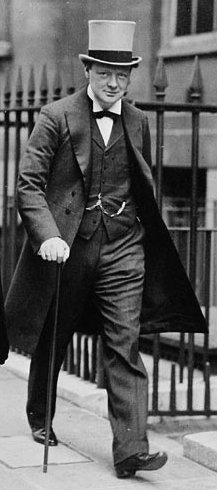
Az admiralitás első lordja, 1912

1911-ben Churchillt kinevezték az admiralitás első lordjává, amely tisztet az első világháborúban is viselte. Korábbi politikájához híven e téren is ösztönözte a reformokat, többek között a tengerészeti légierő fejlesztését (ő maga is vett repülőleckéket – kevés sikerrel), a tank kifejlesztését, és a hadiflotta átállítását szénről olajtüzelésre.
A „tank” kifejlesztését tengerészeti kutatási forrásokból finanszírozták, és, bár egy évtizeddel később az új fegyvert, mint zseniális áttörést ünnepelték, akkor még az erre fordított összegek ablakon kidobott pénznek tűntek. A tankot túl korán és túl kis számban állították hadrendbe, Churchill nagy bosszúságára. Úgy tervezte, hogy nagy számban, füsttel álcázva vetik majd be az új fegyvert, hogy meglepjék a németeket, és a szögesdrótokon átvágva nagy réseket nyitnak a fronton, lehetővé téve az áttörést.
Churchill egyike volt az 1915-ös, katasztrofális gallipoli partraszállás politikai és katonai tervezőinek. A történtekért főként őt tették felelőssé, és amikor a katasztrófa nyomán megrendült kormány megerősítésére Asquith miniszterelnök koalícióra lépett a konzervatívokkal és a Munkáspárttal, utóbbiak egyik, a részvételért cserébe szabott feltétele Churchill kormányból való távozása volt. Churchill ezután öt hónapig a Lancaster Hercegség kancellárjának kényelmes, ám nem sokra tartott tisztét töltötte be, ami semmiképpen sem elégíthette ki türelmetlen tettrekészségét és befolyásos hivatalok iránti vágyát. Mivel úgy érezte, energiái nem hasznosulnak, végül le is mondott erről a posztról.
Képviselői tisztét megtartva visszatért a hadsereghez, ahol a nyugati fronton elsősorban dandárparancsnoki beosztásokat szeretett volna betölteni, azonban csak zászlóaljvezetési feladatokat kapott: először a Grenadier Guards 2. zászlóaljánál szerzett csapatvezetési tapasztalatokat őrnagyi rendfokozatban, majd ideiglenesen alezredessé előléptetve 1916. január 1-jétől a Royal Scots Fusiliers 6. zászlóaljának vezetését látta el, amely a 9. (skót) hadosztály részét képezte ekkoriban. Helyettese Archibald Sinclair, a Liberális Párt későbbi vezetője volt.
Feleségével folytatott levelezéseiből később kiderült, hogy szárazföldi katonai pályafutásának célja megtépázott katonai hírnevének visszaszerzése volt. Értelmetlennek tartotta a nyugati frontra ekkor már jellemző mészárszékek kialakulását (a „tank” fejlesztését ezért is tartotta fontosnak). Noha alakulatainak ploegsteerti állomáshelye ezt nem indokolta volna, számos esetben veszélyeztette testi épségét: harminchat alkalommal vezetett vállalkozást, rajtaütést raj és szakasz erővel a frontvonalak között húzódó senki földjére.

### Visszatérés a hatalomba
1916 decemberében Asquith lemondott, helyét a kormány élén David Lloyd George, Churchill régi szövetségese foglalta el. Az idő azonban még nem érett meg arra, hogy a toryk haragját kockáztatva Churchill újra kormányzati pozíciót kapjon. Végül 1917 júliusában hadfelszerelési miniszterré nevezték ki, 1919 januárjában pedig hadügyminiszterré és légügyi miniszterré. Fő kidolgozója volt a „tízéves szabálynak” (amely szerint úgy kell tervezni a hadsereg szervezését, hogy Európában a következő öt-tíz évben nem lesz jelentős háború), de fő elfoglaltsága ekkoriban a szövetséges intervenció volt az orosz polgárháborúban. Churchill rendíthetetlen szószólója volt a beavatkozásnak, kijelentve, hogy a bolsevizmust „a bölcsőjében kell megfojtani”. Egy megosztott és gyengén szervezett kormányban minden jelentős parlamenti és társadalmi csoport akaratán túlmenően és a Munkáspárt ellenségességével szemben biztosította országa részvételének elmélyítését és meghosszabbítását. 1920-ban, miután az utolsó brit csapatokat is kivonták Oroszországból, Churchill meghatározó szerepet játszott abban, hogy fegyverekkel támogatták az Ukrajnát lerohanó lengyel hadsereget.
1921-ben gyarmatügyi miniszter lett, ebbéli minőségében pedig egyik aláírója az 1921-es angol-ír szerződésnek, amely létrehozta az Ír Szabadállamot. Hogy megvédje a brit tengeri érdekeket, az egyezményben fenntartott három szerződéses kikötőt, amelyeket a Brit Királyi Haditengerészet atlanti-óceáni támaszpontként használhatott. A Churchill és mások pénzügyminisztersége alatt foganatosított megszorítások nyomán a kikötőket nem használták, és 1938-ban a két állam között létrejött kereskedelmi szerződés keretében visszakerültek Írországhoz.

## Pályafutása a két világháború között

### A második pártváltás
1920-ban, had- és légügyi miniszterként Churchill volt felelős a kurdok és arabok lázadásának leveréséért a britek által megszállt Irakban.
1922 októberében Churchill vakbélműtéten esett át. Visszatérése egybeesett a kormány bukásával, aminek nyomán általános választásokra került sor. A Liberális Pártot belső ellentétek gyengítették, és Churchill kampánya sem volt sikeres. A sajtó vitriolos cikkekben taglalta politikai helyzetét. Egy választási gyűlésen 40 perc után kifütyülték. Csak a negyedik helyet szerezte meg a választáson, és elvesztette dundee-i képviselői székét az alkoholtilalom-párti skót Edwin Scrymgeourrel szemben. Erről később maró öngyúnnyal úgy nyilatkozott, hogy „ott állt kormányhivatal, parlamenti képviselőség, párt, sőt vakbél nélkül”.
Churchill az 1923-as általános választáson liberális színekben indult és veszített Leicesterben, de az azt követő hónapok során egyre közelebb került a konzervatívokhoz. Ennek jeleként „független antiszocialistaként” indult a Westminster Abbey-i időközi választáson, ahol kis különbséggel ugyan, de a második helyre szorult. Ez volt két éven belül a harmadik választási veresége. Az 1924-es általános választáson ismét függetlenként („alkotmányos” címkével) indult, de már konzervatív támogatással. Ezúttal sikerrel vette az akadályt, és Epping képviselőjeként ismét tagja lett a Képviselőháznak, és ezt a tisztét élete végéig megőrizte. A következő évben hivatalosan is visszalépett a Konzervatív Pártba. Kényszeredetten nyilatkozta: „Bárki pártot válthat egyszer, de a visszatérés bizonyos leleményességet igényel.”

### A pénzügyminisztérium élén

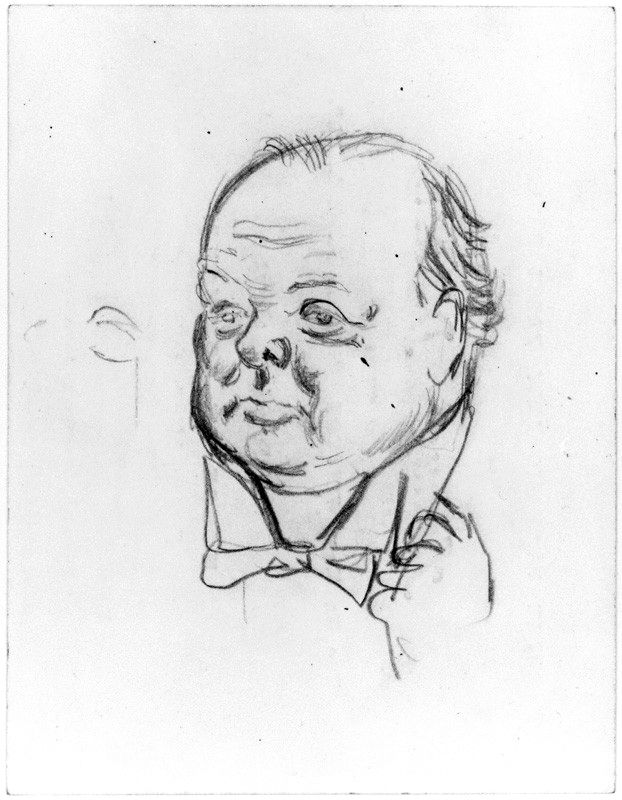
Karikatúra, David Low, 1926

Stanley Baldwin 1924-es kormányában pénzügyminiszter lett, és felügyelte Nagy-Britannia visszatérését az aranyalaphoz, amely katasztrofális következményekkel járt: deflációt, munkanélküliséget és az 1926-os általános sztrájkhoz vezető bányászsztrájkokat okozott.
A döntést, amely az 1924-es költségvetés része volt, közgazdászokkal és a jegybankkal folytatott hosszas konzultációk előzték meg. Egy Churchill által rendezett vacsorán a kérdést többek között John Maynard Keynes közgazdásszal és Sir Otto Niemeyerrel, a kincstár pénzügyi ellenőrével is megvitatta, és bár többek – köztük maga Churchill is – kételkedtek, végül mégis az aranyalap mellett döntöttek.
A döntés nyomán írta Keynes The Economic Consequences of Mr. Churchill (Mr. Churchill gazdasági következményei) című művét, amelyben azt állította: az, hogy 1925-ben a háború előtti árfolyamon (1 font = 4,86 dollár) tértek vissza az aranystandardhoz, kiváltó oka volt a nagy gazdasági világválságnak. Érdekes módon – bár, ismerve Keynes ingadozó álláspontját a döntést megelőző viták során, némileg érthetően – a pamflet nem önmagában az aranyalapot kritizálta. Végeredményben azonban a döntés kezdetben népszerű volt, mivel, úgymond, „józan gazdaságpolitikaként” tekintettek rá annak ellenére, hogy Lord Beaverbrook (Max Aitken) és a Brit Gyáriparosok Szövetsége is ellenezte.
Churchill később élete legnagyobb hibájának tartotta, hangsúlyozva, hogy nem közgazdász, és hogy Montagu Normannek, a Bank of England kormányzójának tanácsát követte. Ugyanakkor már abban az időben, a korábbi pénzügyminiszterrel, Reginald McKennával folytatott beszélgetések során, Churchill elismerte, hogy a döntés és az azt követő, magas kamatokkal operáló gazdaságpolitika káros volt, és azt állította, alapvetően politikai okok álltak a háttérben – a háború előtti feltételekhez való visszatérésbe vetett hite. A törvény parlamenti vitája során azt mondta: „Megmondom önöknek, mihez fog ez [az aranyalaphoz való visszatérés] láncolni minket. A realitáshoz.”
Nem ez volt akkoriban a pénzügyminisztérium egyetlen döntése, amelyet a közgazdászok és az emberek kritizáltak. Abban az időben sokkal komolyabb ellenszenv övezte a bevételnövelő költségvetési politikát annak ellenére, hogy alapvetően egyetértés volt a tekintetben, hogy a költségvetést egyensúlyban kell tartani. Azonban az emiatt a gazdaságban megnyilvánuló pénzszűke felverte a kamatokat, kedvezve ezzel az amúgy is jól menő bankoknak és a jól fizetett tisztviselői osztálynak (amelyhez Churchill és köre is tartozott), károsítva viszont az ipart és az exportőröket, akiknek amúgy is nehézséget okozott a fokozódó verseny mind belföldön, mind a hagyományos külpiacokon.
A háború előtti árfolyamhoz és az aranyalaphoz való visszatérés károsította az ipart, kiváltképp a szénbányászatot. A hajózás szénről olajtüzelésre való átállítása (amelyre a haditengerészetnél épp Churchill döntése nyomán került sor), valamint a hagyományos iparágak (például pamutipar) fokozódó külpiaci verseny miatt csökkenő termelése nyomán már amúgy is hanyatló ágazatban ez az árfolyampolitika becslések szerint 10%-os költségnövekedést eredményezett. 1925 júliusában egy vizsgálóbizottság jelentése a bányászokat támogató álláspontra helyezkedett a költségcsökkentésre törekvő bányatulajdonosokkal szemben. A jelentés mellé csatolták Sir Josiah Stamp emlékeztetőjét, amely szerint a szénipar nehézségeit teljes egészében megmagyarázzák „az aranyhoz való visszatérés közvetlen és szükségszerű hatásai”.
Baldwin, Churchill támogatásával, szubvenciót javasolt az ágazat számára, míg egy királyi bizottság újabb jelentést készített.
Az 1926-os általános sztrájk idején elterjedt, hogy Churchill géppuska bevetését javasolta a sztrájkoló bányászok ellen. Churchill a kormányzati lap, a British Gazette szerkesztőjeként azt írta, „vagy az ország töri le az általános sztrájkot, vagy a sztrájk töri meg az országot”. Továbbá, igencsak vitatható módon, azt állította, Benito Mussolini fasiszta állama „szolgálatot tett az egész világnak”, bemutatva „a felforgató erők elleni küzdelem módját” – azaz, hogy a hatalom bástya a kommunista forradalom fenyegetésével szemben. Egy alkalommal olyan messzire ment, hogy Mussolinit úgy nevezte: „a római géniusz… az emberiség legnagyobb törvényhozója”.

### Politikai elszigeteltség
Az 1929-es általános választásokon megbukott a konzervatív kormány. Churchill nem kísérelt meg bejutni a Konzervatív Ügyvivő Bizottságba (a konzervatív képviselők hivatalos vezetőségébe). A következő két esztendő során ismét elidegenedett a Konzervatív Párt vezetőségétől a védővámok és India függetlenségének kérdése miatt, amelyek közül különösen az utóbbinak volt harcos ellenzője. A párt egészétől is eltávolodott a sajtómágnásokkal, pénzemberekkel és más, megbízhatatlannak vélt személyekkel fenntartott kapcsolatai, valamint különutas politikai nézetei következtében. Amikor Ramsay MacDonald vezetésével nemzeti egységkormány alakult 1931-ben, Churchill nem kapott semmilyen tisztséget. Politikai pályája mélypontra jutott „a számkivetésben töltött évek” során.

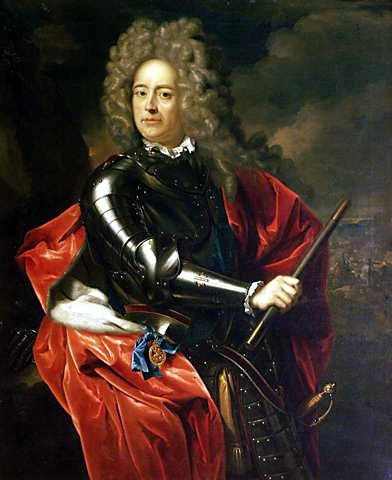
John Churchill (1650–1722)

A következő néhány évben ideje java részét az írásnak szentelte, egyebek mellett az őséről, John Churchillről írott Marlborough: His Life and Times (Marlborough élete és kora), illetve Az angol ajkú népek története című műveinek (bár az utóbbi csak jóval a második világháború után jelent meg). Bár súlyosan megsérült, amikor egy egyesült államokbeli előadókörút során New Yorkban elütötte egy autó, jól jövedelmező cikket írt az esetről. Nagyrészt írásaiból tartotta fenn magát, és a maga idejében a legjobban fizetett írók közé tartozott.
Politikai nézetei, amelyeket 1930-as Parliamentary Government and the Economic Problem (A parlamentáris kormányzat és a gazdasági probléma) című írásában fejtett ki (ezt újra kiadták 1932-ben a Thoughts and Adventures (Gondolatok és kalandok), illetve az Egyesült Államokban Amid These Storms (Viharok között) címmel megjelent esszégyűjteményben), magukba foglalták a nők általános választójoga támogatásának feladását, a vagyoni cenzushoz való visszatérést, a nagyobb városokban a szavazatarányos képviselőválasztás bevezetését és egy gazdasági „alparlament” felállítását. Továbbra is támogatta Mussolinit. Voltak, akik azzal gyanúsították, hogy „brit Mussolinivé” akar válni. Harold Nicholson például 1932-ben egy Churchill és Oswald Mosley (a brit fasiszta párt vezére) által vezetett Nagy-Britanniáról írt egyik novellájában.

#### India függetlensége
A '30-as évek első felében Churchill politikájának középpontjába az Indiának adandó domíniumi státussal való nyílt szembenállás került.
Churchill egyike volt az India Védelmi Liga alapítóinak, amelynek célja a brit uralom fenntartása volt a szubkontinensen. Az ebben az időszakban mondott beszédeiben és írott cikkeiben azt jósolta, hogy Nagy-Britanniát nagy mértékű munkanélküliség, Indiát pedig belső konfliktusok fogják sújtani, amennyiben függetlenné válik. Lord Irwin, India alkirálya, akit még a konzervatív kormány jelölt posztjára, kerekasztal-tárgyalásokat kezdett 1931 elején, majd bejelentette, hogy a kormány támogatja a domíniumi státus megadását. A kérdésben a kormány élvezte a liberálisok és – legalábbis hivatalosan – a konzervatívok támogatását is.
Ez, ahogy Churchill később írta „majdnem szakításhoz vezetett köztem és Baldwin úr között”. Churchill élesen támadta a kerekasztal-tárgyalásokat. 1931 januárjában, illetve februárjában Manchesterben, illetve Liverpoolban mondott beszédeiben egyaránt nagy arányú munkanélküliséget és egyéb társadalmi és gazdasági problémákat jósolt Angliában, amennyiben India önkormányzóvá válik. Bár tisztelte Mahátma Gandhit, különösen miután az „kiállt az érinthetetlenekért”, a Nyugat-Essexi Konzervatív Társaság egyik találkozóján, amelyet azért hívtak össze, hogy Churchill ismertethesse álláspontját, azt mondta „Riasztó és visszataszító látni, hogy Gandhi úr, egy zendülő angol kamarai tag ügyvéd fakírként pózol, félmeztelenül lépdel az alkirályi palota lépcsőin… hogy egyenlő félként tárgyaljon a király-császár képviselőjével.”. Az Indiai Nemzeti Kongresszus párt vezetőit úgy nevezte: „Brahmimok, akik a nyugati liberalizmus elveiről szónokolnak és fecsegnek”.
A Képviselőházban 1931. január 26-án támadást intézett a kormány politikája ellen. Azt mondta, a kerekasztal-tárgyalás „rémisztő kilátás”, és hogy ő „hatékony és valódi ideiglenes és helyi kormányzati szervek létrehozását [támogatná] a provinciákban”. Március 13-án megismételte a támadást. Baldwin válaszként Churchill saját, a Lloyd George koalíciós kormányáról az amritsari mészárlás miatt folyó vitát lezáró beszédét idézte, amelyben Churchill megvédte a lefokozott és a hadseregből elbocsátott Reginald Dyer tábornokot. Ezután Baldwin felelősségre vonta Churchillt és más párton belüli kritikusait, amiért el akarták őt mozdítani a Konzervatív Párt éléről.
A Churchill konzervatív pártbeli megbecsültségét talán leginkább romboló incidens az volt, amikor beszédet mondott a Westminster St George's választókerületben tartott időközi választás előestéjén. Az egyébként biztos konzervatív többségű körzetben a párt hivatalos jelöltjével, Duff Cooperrel szemben független konzervatívként indult jelöltet újságjaikon keresztül támogatták Lord Rothermere és Lord Beaverbrook sajtómágnások. Mindketten saját nézeteiket próbálták meg érvényesíteni a Konzervatív Pártban – Rothermere ellenezte az indiai önkormányzatot, Beaverbrook pedig támogatta a vámreformot a birodalmi szabadkereskedelem jelszavával. Churchill beszédét a Royal Albert Hallba szervezték, előre nem látott módon a választás napja előtti estére. Nem kísérelte meg más időpontra áthelyezni, és a beszédet a sajtómágnások Baldwin elleni kampánya részének tekintették. Ezt megerősítette Churchill Lord Rothermere-rel és Lord Beaverbrookkal fenntartott közeli barátsága. Az utóbbi azt írta: „A választás legfőbb tétje a Konzervatív Párt vezetése. Ha a független jelölt győz, Baldwinnak mennie kell.” Baldwin helyzete megerősödött Duff Cooper győzelmével, és azzal, hogy az indiai polgári engedetlenségi mozgalom a Gandhi-Irwin megállapodással véget ért.
Churchill végleg szakított Baldwinnal. Semmilyen hivatalt nem kapott, amíg Baldwin a parlament tagja volt. 1947-ben Churchill azt mondta: „Semmi rosszat nem kívánok Stanley Baldwinnak, de sokkal jobb lett volna, ha soha meg sem születik.” A Gyülekező vihar (A második világháború első kötete) névmutatójában megjegyezte, hogy Baldwin „bevallottan az ország elé helyezte a pártot”, mivel állítólag elismerte, hogy nem nyerte volna meg az 1935-ös választást, ha agresszívabb újrafegyverkezési politikát folytat. Churchill részleteket idéz Baldwin egyik képviselőházi beszédéből, azt a hamis látszatot keltve, hogy az általános választásokról beszél, holott valójában egy 1933-as időközi választásról volt szó. Ezenkívül teljesen figyelmen kívül hagyja, amit Baldwin ténylegesen az 1935-ös választás kapcsán mondott: „olyasmire [egy jelentős újrafegyverkezési programra] kaptunk felhatalmazást, amiről tizenkét hónapja senki sem hitte, hogy lehetséges”.
Churchill folytatta hadjáratát az indiai önkormányzatiság kiterjesztése ellen. Továbbra is vérontást jósolt Indiában és tömeges munkanélküliséget az anyaországban. Beszédeiben gyakran idézett 19. századi politikusokat, és politikájában az indiai brit uralom fenntartására törekedett.

#### A német újrafegyverkezés
1932-től kezdődően, amikor szembeszállt azokkal, akik meg akarták adni a jogot Németországnak, hogy a franciával azonos nagyságú hadsereget tartson fenn, gyakran beszélt a német újrafegyverkezés veszélyeiről.
Később, különösen a Gyülekező viharban, próbálta úgy beállítani magát, mint aki egyedül figyelmeztette Nagy-Britanniát, hogy meg kell erősítenie magát az ellenséges Németországgal szemben. Valójában Lord George Ambrose Lloyd volt az első, aki a veszélyre felhívta a figyelmet.
Churchill hozzáállása a fasiszta diktátorokhoz nem volt egyértelmű. 1931-ben a mandzsúriai japán beavatkozást elítélő Népszövetség ellen beszélt: „Remélem, mi itt Angliában megpróbáljuk megérteni Japán, egy ősi állam álláspontját… Az egyik oldalon Szovjet-Oroszország sötét fenyegetése, a másikon a káosz Kínában, ahol négy vagy öt tartomány kommunista uralom alatt senyved.” A korabeli újságokban a spanyol köztársasági kormányzatot kommunista frontnak minősítette, Franco tábornok hadseregét pedig „vörösellenes mozgalomnak” nevezte. 1935-ben támogatta a Hoare–Laval-megállapodást, amelyben Nagy-Britannia és Franciaország elismerte Olaszország etiópiai hódítását, és 1937-ig dicsőítette Mussolinit. Az abban az évben megjelent Great Contemporaries (Nagy kortársak) című könyvében azt írta: „Lehet nem szeretni Hitler rendszerét és mégis csodálni hazafias eredményeit. Ha országunkat legyőznék, remélem találunk egy olyan csodálatra méltó bajnokot [mint Hitler], aki helyreállítja bátorságunkat és visszavezet minket méltó helyünkre a nemzetek között.” Ugyanebben a művében kifejezte reményét, hogy Hitler, nyilvánvaló diktatórikus hajlamai ellenére, hatalmát arra fogja használni, hogy Németországot a nemzetek közösségének hasznos tagjává tegye. Egy 1937-es képviselőházi beszédében azt mondta: „Nem fogom tettetni, hogy ha választanom kellene a kommunizmus és a nácizmus között, a kommunizmust választanám.”
Churchill első jelentős, a védelemről szóló beszéde 1934. február 7-én hangzott el a Képviselőházban. Ebben hangsúlyozta a Brit Királyi Légierő újjászervezésének és a Védelmi Minisztérium felállításának szükségességét. Második beszédében, július 13-án sürgette a Népszövetség szerepének megújítását. E három téma 1936 elejéig meghatározója maradt politikájának. Épp Spanyolországban pihent, amikor februárban Németország megszállta a demilitarizált Rajna-övezetet. Hazatérve egy megosztott országot talált, ahol a munkáspárti ellenzék rendíthetetlenül ellenezte a Németország elleni szankciók bevezetését, a konzervatív-liberális kormány pedig megosztott volt a kérdésben, mivel egyes tagjai szerint Nagy-Britannia Franciaország támogatása híján szükségszerűen kudarcra van ítélve. Churchill március 9-i beszédét Neville Chamberlain konstruktívnak nevezte, azonban Churchill nem kapta meg a védelmi koordinációért felelős miniszteri posztot.
Helyette Sir Thomas Inskip lett a miniszter, ami mindenkit meglepett (beleértve magát Inskipet is). A kinevezés annak ellenére született, hogy Baldwinnak azt tanácsolták, szélesítse kabinetje politikai hátterét. A történészek többféleképpen értelmezik a miniszterelnök döntését: mint óvatosságot, hogy elkerülje egy olyan ellentmondásos személy, mint Churchill kinevezését; mint annak elkerülését, hogy bármi olyan jelzést adjon Németországnak, hogy Nagy-Britannia háborúra készül; illetve mint egy, a Konzervatív Pártban csekély támogatással rendelkező és országszerte háborús uszítóként elutasított személy mellőzését. Bármi volt is az ok, a döntés súlyos csapást jelentett Churchill számára.
Churchill hevesen bírálta Neville Chamberlain megbékítési politikáját, élére állva a Konzervatív Párt azon szárnyának, amely ellenezte a müncheni egyezményt, amelyről Chamberlain emlékezetes módon azt mondta: „békét hoz korunkra”. Churchill egy képviselőházi beszédében nyersen (és jövőbelátóan) azt mondta: „Ön háború és becstelenség között választhatott. A becstelenséget választotta, és megkapja a háborút.”

#### A lemondási válság
Kifejezetten támogatta VIII. Eduárdot a lemondási válság során, amelynek oka az volt, hogy a király egy kétszeresen elvált amerikai nőt akart feleségül venni. Ez olyan találgatásokhoz vezetett, hogy amennyiben a kormány lemondott volna, amiért a király elutasította Baldwin tanácsát (miszerint álljon el a házasságtól), ő lett volna az új miniszterelnök. Ez azonban nem következett be, és Churchill ismét elszigetelődött.

## Háborús miniszterelnöksége

### „Winston visszatért”
A második világháború kitörése után Churchillt újból kinevezték az admiralitás első lordjának, ezzel tagja lett a háborús kabinetnek, csakúgy, mint az első világháborúban. A legenda szerint a haditengerészetnél szétküldték az üzenetet: „Winston visszatért”.
E pozíciójában az egyik legfontosabb minisztériumot vezette a „furcsa háború” folyamán, amikor csak a tengeren folytak érdemi hadműveletek. Churchill javasolta a semleges Norvégiában található Narvik megszállását a németek hasonló akciójának megelőzése érdekében, amivel ellenőrzésük alá vonhatták volna kikötőjét, amelyen keresztül a svéd vasércet télen (amikor a Balti-tenger befagy) Németországba szállították. Chamberlain és a háborús kabinet többi tagja azonban ellenezte ezt, és a hadműveletet egészen Norvégia német megszállásáig halogatták.

### A háború keserű kezdete

Churchill Bernard Montgomery és Alan Brooke tábornagyokkal, 1944

1940. május 10-én, mindössze néhány órával azelőtt, hogy Hitler lerohanta a Benelux államokat, megindítva a villámháborús támadást Franciaország ellen, világossá vált, hogy a norvégiai hadműveletek kudarca nyomán az ország bizalma végképp megrendült Chamberlainben, aki így lemondani kényszerült. (A sors iróniája, hogy a norvégiai harcokat megindító, azokért felelős Churchill váltotta őt a kormányfői poszton.) Lord Halifax, az eredeti utódjelölt azért utasította vissza a felkérést, mert úgy vélte, a Lordok Háza tagjaként nem tudna hatékonyan kormányozni, nem lévén közvetlen befolyása a Képviselőházra. Bár a távozó miniszterelnök a hagyományok szerint nem szokott tanácsot adni a királynak utódját illetően, Chamberlain olyasvalakit szeretett volna a poszton látni, aki mindhárom nagy párt (konzervatívok, munkáspártiak, liberálisok) támogatását bírja. Egy Chamberlain, Halifax, Churchill és David Margesson, a konzervatív pártszervező közötti megbeszélésen Churchill ajánlása mellett döntöttek, és VI. György felkérte őt a nemzeti egységkormány megalakítására. Churchill első dolga volt, hogy írjon Chamberlainnek és megköszönje a támogatását.

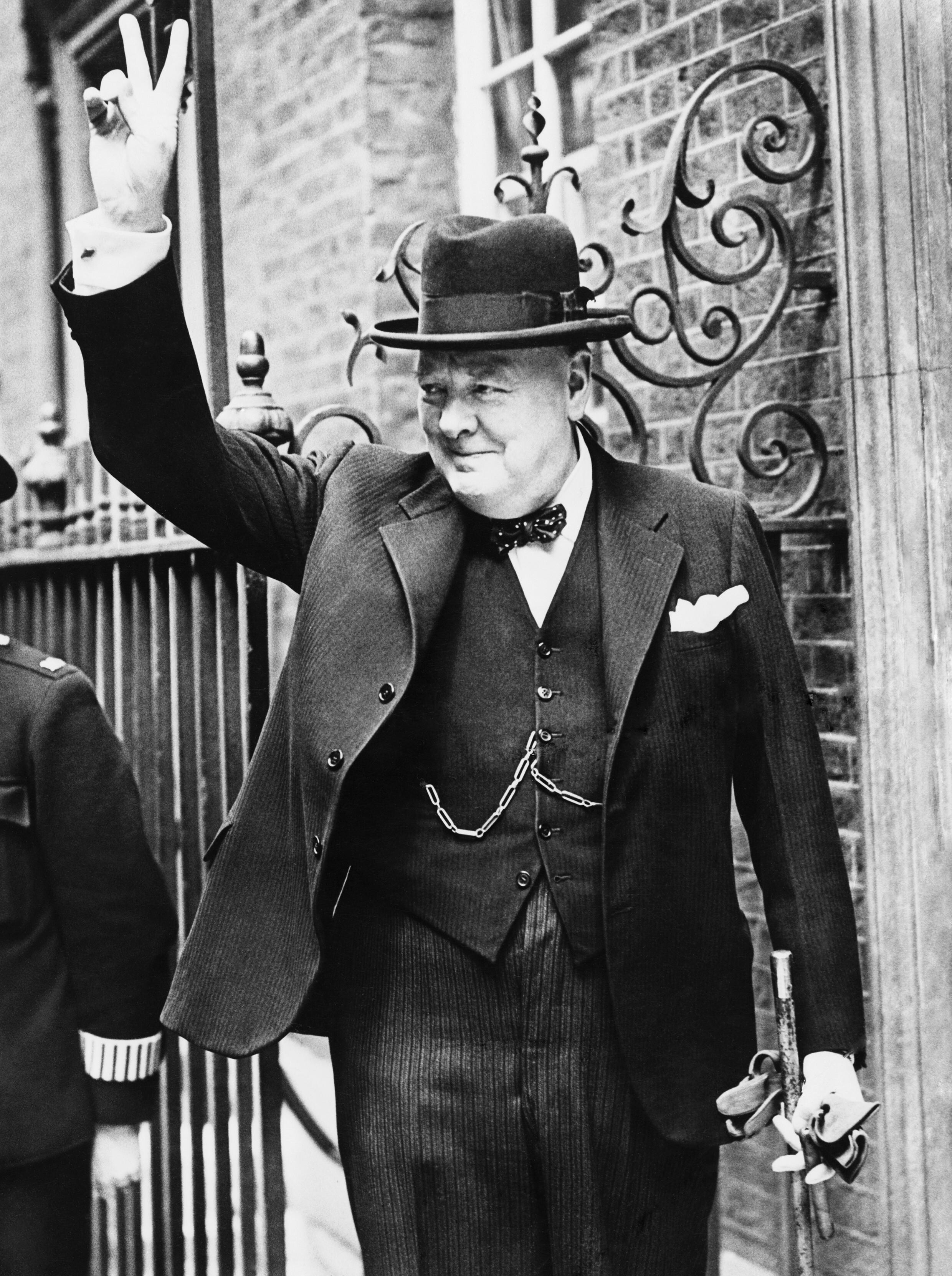
Winston Churchill a híres 'V' jelével, kiállásként a győzelemért (V: "Victory": győzelem)

Churchill legnagyobb eredménye az volt, hogy az elkerülhetetlennek látszó vereség küszöbén is elutasította a kapitulációt, és szilárdan ellenzett bármiféle tárgyalást a náci Németországgal a háború végéig. Kabinetje tagjai közül kevesen voltak ilyen eltökéltek. A megadás teljes elutasításával Churchill életben tartotta a demokráciát Nagy-Britanniában, és az országot az 1942–45 közötti szövetséges támadások, valamint a Szovjetunió utánpótlásának és Nyugat-Európa felszabadításának bázisává tette. Ez utóbbi révén vált lehetségessé elkerülni, hogy a szovjet érdekszféra egész Európára kiterjedjen.
A korábbi kritikákra válaszul, amelyek szerint a kormányban nem volt egyértelmű felelőse a háború irányításának, Churchill létrehozta és magához vonta a védelmi miniszteri posztot, majd rögvest kinevezte barátját és bizalmasát, Lord Beaverbrookot a repülőgépgyártás felelősévé. Beaverbrook üzleti érzéke tette lehetővé, hogy gyorsan felfuttassa a termelést és a fejlesztést, ami végül döntőnek bizonyult a háború menetében.
Churchill beszédei óriási hatással voltak az ostromlott Britanniára. Első miniszterelnöki beszédében hangzottak el a híres szavak: „Nem ígérhetek mást csak vért, erőfeszítést, verítéket és könnyeket.” Ezt két hasonlóan emlékezetes beszéd követte. Június 4-én mondta el a halhatatlan mondatot: „…harcolni fogunk Franciaországban, harcolni fogunk a tengereken és óceánokon, harcolni fogunk egyre növekvő bizalommal és növekvő erővel a levegőben, megvédjük szigetünket, bármibe kerüljön, harcolni fogunk a partokon, harcolni fogunk a leszállópályákon, harcolni fogunk a mezőkön és az utcákon, harcolni fogunk a hegyekben; sohasem adjuk meg magunkat…”. A másik, június 18-i beszéd utolsó szavai hasonlóan feledhetetlenek: „Gyürkőzzünk hát neki feladatunknak, és úgy viseljük magunkat, hogy ha a Brit Birodalom és Nemzetközössége ezer évig fennmarad is, azt mondhassák az emberek: »Ez volt a legdicsőbb órájuk«.”
Az angliai csata csúcspontján, a helyzetet értékelő beszédében mondta a hősiesen harcoló brit pilótákról: „Soha még az emberi konfliktusok történetében nem köszönhettek ilyen sokan ilyen sokat ilyen keveseknek”. Egyik legemlékezetesebb háborús beszédét 1942. november 10-én a Lord Mayor hagyományos vacsoráján mondta, a második el-alameini csatában aratott brit győzelem alkalmából: „Ez nem a vége. Még csak nem is a vég kezdete. De, talán, a kezdet vége.”
Jó hírek híján tudatosan vállalta a veszélyek hangsúlyozásának kockázatát.
„A szónoki hatalom,” írta, „nem adomány, nem szerzett tudás, hanem kifejlesztett készség.” Nem mindenkit nyűgöztek le a szónoklatai. Robert Menzies ausztrál miniszterelnök a második világháború idején azt mondta róla: „Igazi zsarnoka a ragyogó kifejezés, amely olyan vonzó számára, hogy átveszi a kellemetlen tények helyét.” Egyik munkatársa pedig azt írta: „A szavak rabszolgája, amelyeket elméje a dolgokról kiötöl. … Bármilyen állításról képes meggyőzni magát, ha az egyszer megkezdte vad utazását retorikai gépezetében.”

### Kapcsolatok az Egyesült Államokkal

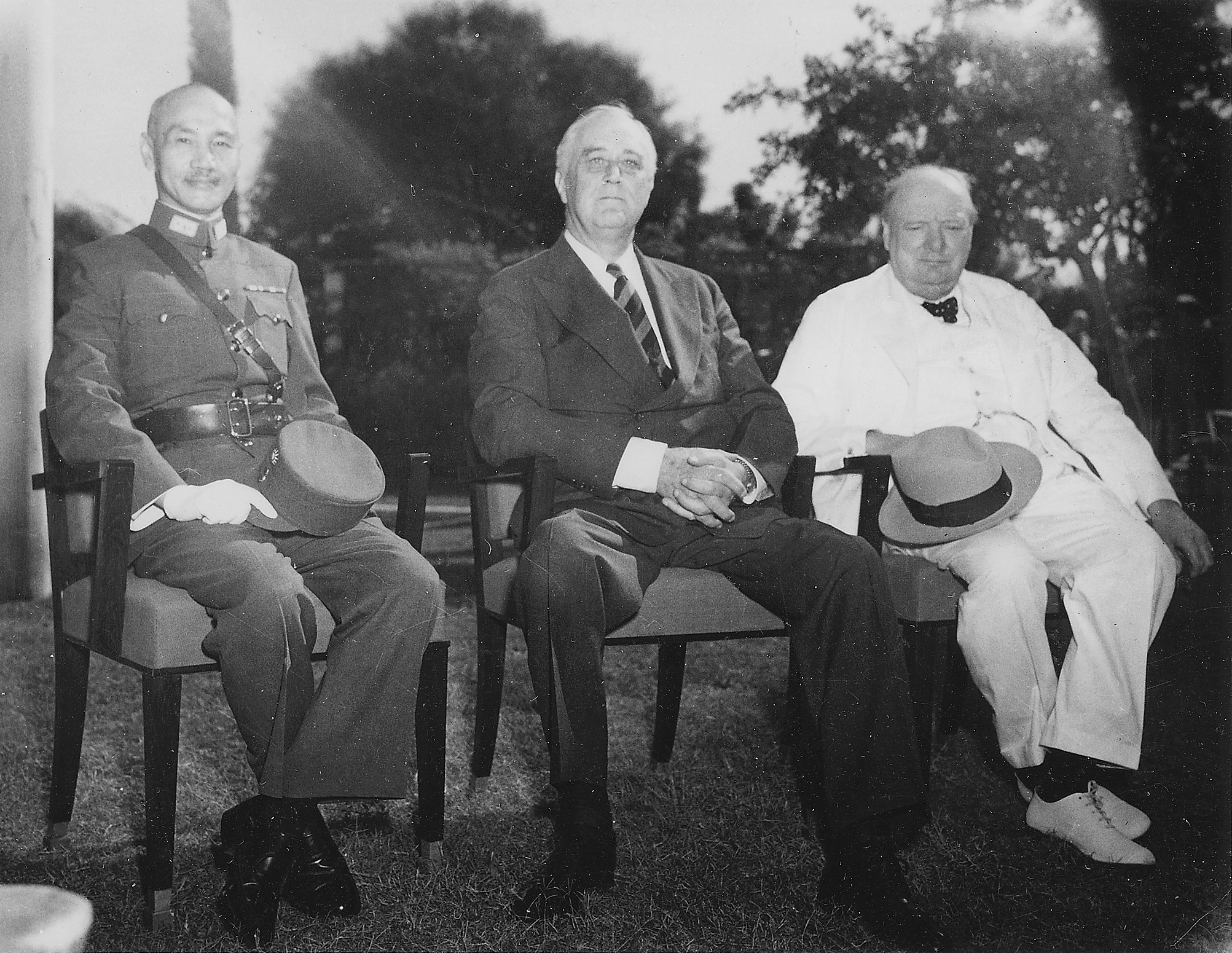
Csang Kaj-sek, Franklin D. Roosevelt és Churchill a kairói konferencián, 1943

Franklin D. Roosevelt elnökkel kialakított jó kapcsolata létfontosságú volt Nagy-Britannia élelmiszer-, olaj- és hadianyag-ellátása szempontjából, ezért Churchill nagyon megkönnyebbült, amikor Rooseveltet újraválasztották 1940-ben. Az elnök rögvest intézkedett arról, hogy a Nagy-Britanniának történő segítségnyújtás a továbbiakban ne készpénz ellenében történjen (mivel ez addigra szinte teljesen felemésztette a brit tartalékokat, beleértve a likvidált külföldi befektetéseket is). Roosevelt meggyőzte a kongresszust, hogy a roppant költséges támogatás ellentételezése lényegében az Egyesült Államok megvédése; így megszületett a Lend–lease-törvény. 

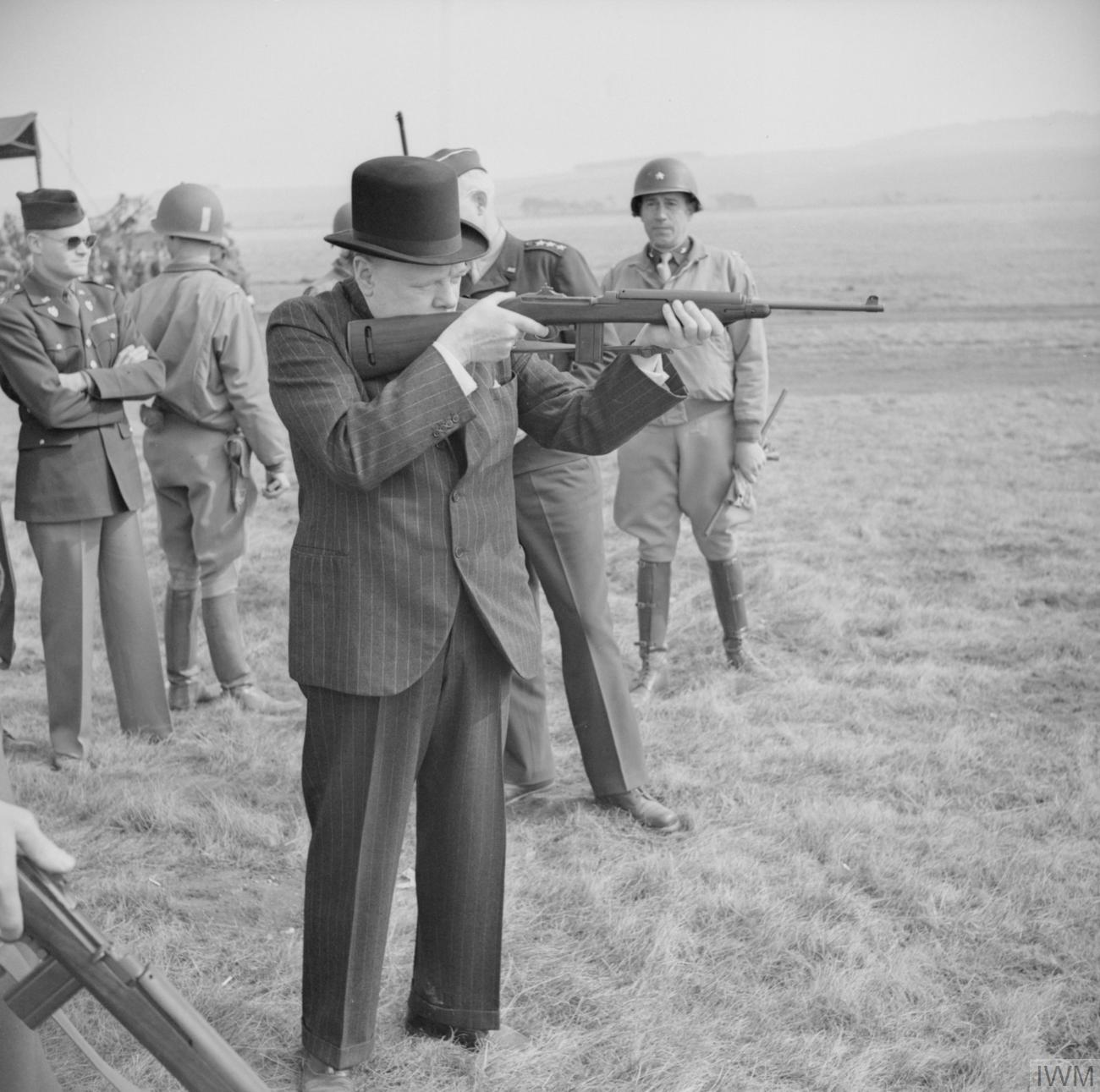
Winston Churchill egy amerikai karabéllyal tüzel egy amerikai katonai egység meglátogatásakor, 1944. március 23-án

Churchill 12 konferencián tárgyalt Roosevelttel a háború során, az ezeken született megállapodások között szerepelt az Atlanti Charta, az európai hadszíntér elsőségének kimondása (a csendes-óceánival szemben), az Egyesült Nemzetek Nyilatkozata és egyebek. A Pearl Harbort ért támadás hírére Churchill első gondolata, az amerikai segítségre immár bizton számítva, az volt: „Megnyertük a háborút!” Majd 1941. december 26-án a Kongresszus két házának együttes ülésén azt mondta Japánra utalva: „Mit képzelnek ezek, miféle fickók vagyunk mi?!” Churchill hozta létre a Speciális Műveletek Parancsnokságát (Special Operations Executive, SOE) a Hugh Dalton vezette Gazdasági Hadviselés Minisztériumán belül. A szervezet célja titkos zavarkeltő és partizánakciók szervezése és végrehajtása volt a megszállt Európában. Ugyancsak ekkor jött létre a Brit Kommandó, amely később világszerte mintául szolgált a hasonló szervezetek számára.
Churchill, törékeny egészségének jeleként, 1941 decemberében enyhe szívrohamon esett át, miközben épp a Fehér Házban vendégeskedett, majd 1943-ban tüdőgyulladást kapott. (A háború alatt, nem csekély számú utazásai – több mint 100 000 km-t tett meg – során rendszerint betegeskedett.) Biztonsági okokból általában Warden ezredes álnéven utazott.
Churchill részese volt az európai és ázsiai határok átrajzolásának, amelyről már 1943 elején folytak tárgyalások. Hivatalosan a potsdami konferencián állapodott meg ezekről Harry S. Truman amerikai elnök, valamint Sztálin és Churchill. 1944-ben, a második québeci konferencián Roosevelt elnökkel kidolgozták és aláírták a Morgenthau-terv visszafogottabb változatát. (Az eredeti terv szerint Németországot a háború után mezőgazdasági állammá kellett volna visszafejleszteni – a rövidlátó terv megvalósulása esetén, a német gazdasági csoda elmaradása miatt, Nyugat-Európa aligha lett volna képes kellő gazdasági ellensúlyt képezni a szovjet fenyegetéssel szemben.) Churchill Trumannal is szoros kapcsolatot tartott fenn, és támogatta őt elnöksége első időszakában: „Olyan vezető, amilyenre a világnak szüksége van, amikor a leginkább szüksége van rá.”

### Kapcsolatok a Szovjetunióval

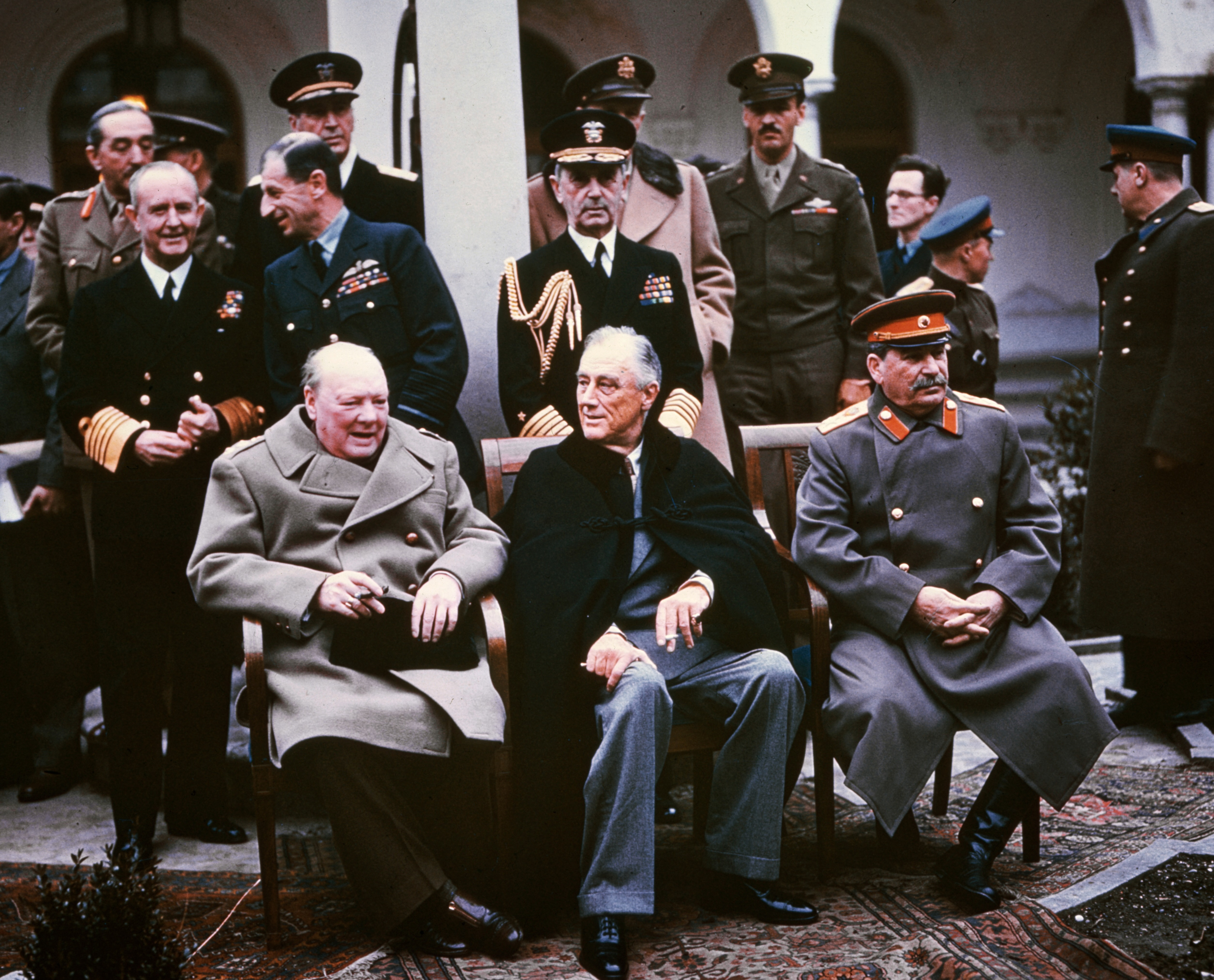
Churchill, Roosevelt és Sztálin Jaltában

Amikor Hitler megtámadta a Szovjetuniót, Winston Churchill, ádáz antikommunista létére, azt nyilatkozta: „Ha Hitler megtámadná a poklot, szerét ejteném, hogy kedvezően szóljak az ördögről.” Hamarosan megindult a brit tankok és ellátmány szállítása a Szovjetunióba.
A Lengyelország határaira vonatkozó megállapodást, amely szerint a lengyel-szovjet határt a Curzon-vonalon, a lengyel-németet pedig az Odera és a Neisse mentén húzzák meg, árulásként értékelték a háború utáni Lengyelországban, mivel az a londoni emigráns lengyel kormány tiltakozása ellenére született. Churchill meggyőződése volt, hogy a népek közötti feszültségeket csak a lakosság új határoknak megfelelő áttelepítésével lehet feloldani. Ahogy 1944-ben a Képviselőházban kifejtette: „Amennyire előre látható, a kitelepítés a legkielégítőbb és legtartósabb megoldás. Nem lesznek állandó vitákat okozó, vegyes lakosságú területek. … Tiszta helyzet áll elő. Nem tartom riasztónak az áttelepítéseket, amelyek a mai körülmények között már kivitelezhetők.” Ezzel szemben a németek szovjetek általi elűzése, illetve kitelepítése rengeteg szenvedéssel és (a nyugatnémet Menekült- és kitelepítettügyi Minisztérium adatai szerint) több mint 2,1 millió ember halálával járt.
1944. október 9-én Churchill Eden társaságában Moszkvában tárgyalt Sztálinnal a háború utáni befolyási övezetekről. Churchill egy darab papírra felírta, hogyan képzeli a felosztást: 90%-os befolyás Sztálinnak Bulgáriában, 90% a briteknek Görögországban, és 50-50% Jugoszláviában. Molotov javaslata szerint az oroszok 75%-kal rendelkeztek volna Magyarországon és Bulgáriában, és 60%-kal Jugoszláviában. Ezt az árat kérte Sztálin, hogy lemondjon Görögországról. Eden alkudni próbált: Magyarország 75/25, Bulgária 80/20, Jugoszláviában viszont 50/50. Hosszas alkudozás után Bulgária és Magyarország esetében a britek beleegyeztek a 80/20-as arányba, cserébe az oroszok elfogadták az 50/50-et Jugoszláviában. Averell Harrimant, az amerikai nagykövetet csak utólag értesítették a megállapodásról.

### Drezda bombázása

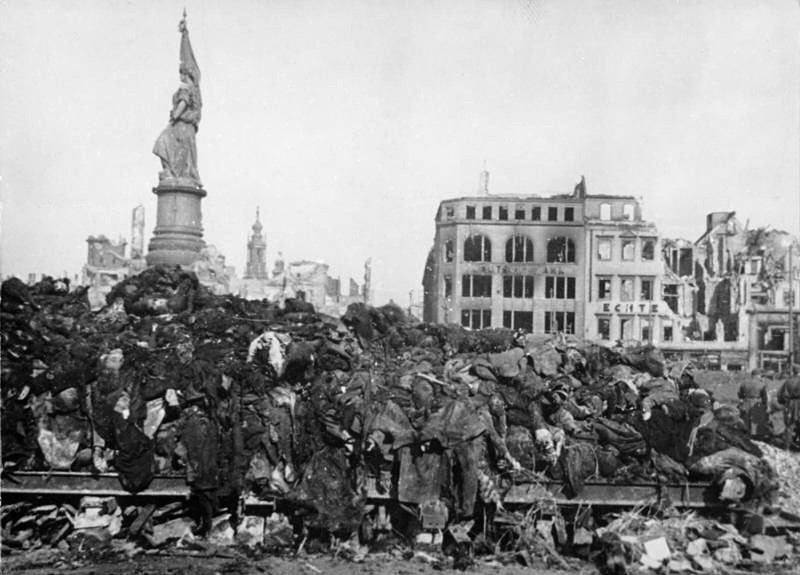
Drezda bombázása után

1945. február 13. és 15. között brit és amerikai bombázók támadták Drezdát, ahol a város lakosságán kívül sok tízezer, a szovjet előrenyomulás elől menekülő polgári személy és sebesült katona tartózkodott. A polgári áldozatok nagy száma miatt, valamint mivel a város katonailag semmilyen jelentőséggel nem bírt, a támadás a nyugati szövetségesek egyik legvitatottabb akciójává vált, amelynek végső felelőse Churchill volt, akinek súlyos kritikákkal kellett szembenéznie. Abban azonban nincs egység a történészek között, hogy vádolható-e háborús bűnökkel és a genfi egyezmény megsértésével. A bombázás után egy szigorúan titkos táviratban azt írta:
Számomra úgy tűnik, elérkezett az idő, amikor a német városok pusztán a terror fokozása kedvéért való bombázását, ha más ürüggyel is, de felül kell vizsgálni. …szükségesnek érzem, hogy inkább a közvetlen hadműveleti területek mögötti katonai célokra koncentráljunk, mint az üzemanyag-ellátás és a kommunikációs vonalak, a puszta megfélemlítés és öncélú rombolás helyett, legyenek ezek bármilyen látványosak.

## A második világháború után

Churchill a Führerbunker romjain

Bár Churchill második világháborúban játszott szerepét nehéz lenne alulbecsülni, Nagy-Britanniában számos ellenséget szerzett. Elutasítóan viszonyult számos népszerű eszméhez, mint például az államilag finanszírozott általános egészségbiztosításhoz és a közoktatás fokozottabb támogatásához. Ez jelentős társadalmi ellenállást váltott ki, különösen a háborút megjártak körében. Alig ért véget a háború, vereséget szenvedett az 1945-ös általános választásokon a Clement Attlee vezette Munkáspárttal szemben. Számos történész szerint sok brit választó úgy gondolta, hogy Churchill, bár kiváló vezetőnek bizonyult a háború során, békében nem állná meg ugyanolyan jól a helyét. Mások szerint az eredmény nem Churchill személyének szól, hanem a Konzervatív Párt 30-as évekbeli, Baldwin és Chamberlain alatt nyújtott teljesítményének. Kampánynyitó rádióbeszédével Churchill számos támogatóját is megdöbbentette, amikor azt mondta, a Munkáspárt esetleges győzelmére utalva, hogy „Egyetlen szocialista kormány … sem tűrheti el a közvélemény elégedetlenségének szabad, kendőzetlen vagy netán szélsőségesen megfogalmazott kifejeződését. Valamiféle Gestapóra lenne szükségük…” Churchill a háború alatt őszintén aggódott amiatt, hogy a bürokrácia korlátozza a polgári szabadságjogokat, és egyértelműen hatással volt rá Friedrich Hayek totalitárius rezsimek elleni műve, a The Road to Serfdom (Út a szolgasághoz).

Churchill integet az ünneplő tömegnek a Németország elleni háború győzelmének napján (1945. május 8.)

Winston Churchill az európai gondolat korai támogatói közé tartozott. A Zürichi Egyetemen 1946-ban mondott híres beszédében az „Európai Egyesült Államok” és az „Európa Tanács” létrehozására szólított fel. Részt vett az utóbbi szervezet felépítését és szerepét kidolgozó hágai konferencián 1948-ban. A szervezet végül – elsőként az európai intézmények közül – az 1949. május 5-én aláírt Londoni Szerződéssel jött létre.
Bár mindezt gyakran úgy tekintik, hogy támogatta Nagy-Britannia részvételét az európai egység megteremtésének folyamatában, ez távol áll a valóságtól. Sokkal inkább francia-német ügyként tekintett az egységes Európára, ami elősegíti az európai országok és a világ többi része közötti együttműködést, és megelőzi a háborúkat a kontinensen. Ennek megnyilvánulása volt az is, hogy 1951-ben, kormányfőként elutasította országa csatlakozását az Európai Szén- és Acélközösséghez, illetve gyakran idézett szavai Nagy-Britannia európai szerepéről:
Megvan a saját álmunk és saját feladatunk. Európával vagyunk, de nem vagyunk részei annak. Kapcsolódunk hozzá, de nem egyesülünk vele. Érdekeltek vagyunk benne, és kapcsolatban állunk vele, de nem olvadunk bele.
Ez az állásfoglalás egyes vélemények szerint befolyásolta Nagy-Britannia hozzáállását az európai integrációhoz, és hozzájárult minden Európával kapcsolatos dologhoz való ambivalens viszonyának kialakulásához. Churchill országa helyét sokkal inkább a Nemzetközösség és a Birodalom államaival, valamint az Egyesült Államokkal fenntartott közösségben látta, amint azt a missouri Fultonban 1946. március 6-án, Harry Truman elnök vendégeként elmondott beszédében kifejtette:
Sem a háború biztos megakadályozása, sem a világszervezetek felemelkedése nem érhető el anélkül, amit úgy neveztem, az angol ajkú népek testvéri társulása. Ez különleges kapcsolatokat jelent a Brit Nemzetközösség és Birodalom, valamint az Egyesült Államok között.
Ugyancsak ekkor hangzottak el azok a szavak, amelyek közismertté tették a „vasfüggöny” kifejezést.
A balti-tengeri Szczecintől az adriai Triesztig vasfüggöny ereszkedett a kontinensre. Ezen vonal mögött fekszenek Közép- és Kelet-Európa ősi államainak fővárosai. Varsó, Berlin, Prága, Bécs, Budapest, Belgrád, Bukarest és Szófia, e híres városok és a környezetükben élő lakosság mind a szovjet érdekszférában fekszenek.
Churchill alapvető szerepet játszott abban, hogy Franciaország állandó helyet kapott az ENSZ Biztonsági Tanácsában (így ellensúlyozva a Szovjetunió állandó helyét).

## Második miniszterelnöksége
A Munkáspárt 1951-es választási veresége után ismét Churchill lett a miniszterelnök. Harmadik ciklusa az ország élén – háborús miniszterelnöksége, majd 1945-ös, rövid ideig tartó ügyvezető kormányfősége után – 1955-ös lemondásáig tartott. Ez alatt az idő alatt felújította a Nagy-Britannia és az Egyesült Államok közötti „különleges kapcsolatot”, és részt vett a háború utáni világrend kialakításában. Faji kérdésekben továbbra is késő viktoriánus nézeteket vallott. Megpróbálta rávenni (sikertelenül) a kormányt, hogy szigorítsa a karibi országokból való bevándorlás feltételeit. 1955 januárjában azt mondta a kabinetnek, hogy az „Anglia maradjon fehér” jó szlogen lenne.
Belpolitikai törekvéseit azonban beárnyékolták a sorozatban jelentkező nemzetközi válságok, amelyeket részben a brit hadsereg és a Birodalom presztízsének és erejének hanyatlása okozott. Miközben megpróbálta a lehető legtöbbet megőrizni a birodalomból, egy alkalommal kijelentette: „Nem fogok elnökölni a feloszlatáson”.

### A Mau Mau felkelés
1951-ben Kenyában tetőfokára hágott a földek elosztása miatti tiltakozás: a Kenyai Afrika Unió nagyobb képviseletet és földreformot követelt. Amikor ezeket visszautasították, a mozgalom radikálisai 1952-ben kirobbantották a Mau Mau felkelést. Augusztus 10-én szükségállapotot hirdettek ki, és légi úton brit katonákat szállítottak a lázadás leverésére. Mindkét oldal egyre fokozottabb erőszakossággal lépett fel, és végül az ország nyílt polgárháborúba süllyedt.
1953-ban a felkelők által a britekhez hű Lari faluban elkövetett mészárlás a közvéleményt a britek oldalára állította. Churchill stratégiája ötvözte a katonai akciókat, az erőteljes elnyomást (például nyilvános kivégzéseket), valamint az Attlee-kormány által 1951-ben visszautasított engedményeket. Fokozott katonai jelenlétet rendelt el, a csapatok főparancsnokának pedig Sir George Erskine tábornokot nevezte ki, aki az Üllő hadművelet során legyőzte a lázadókat Nairobiban, a Kalapács hadműveletben pedig vidéken vette fel velük a harcot. Churchill elrendelte a béketárgyalások megkezdését, ám azok röviddel hivatalából való távozása után összeomlottak.

### A malajziai válság
Malajziában már 1948 óta zajlott a brit uralom elleni felkelés. Churchill itt is a Kenyában alkalmazott megoldáshoz folyamodott: katonai erővel lépett fel a felkelésben részt vevők ellen, ugyanakkor szövetségre törekedett a békés lakossággal. Fokozta a lakosság rokonszenvének megnyerését célzó törekvéseket, és támogatta a megerősített falvak létesítését. Ez utóbbi bevett taktikává vált a nyugati hatalmak délkelet-ázsiai katonai beavatkozásai során (például a vietnámi háborúban).
Bár a válság elsősorban etnikai alapú gerillaháború volt (a felkelők főként a kínai kisebbség köréből kerültek ki), a lázadók a Szovjetuniótól is kaptak támogatást. Emiatt a britek katonai megoldást előnyben részesítő politikája jóval nagyobb nemzetközi támogatást élvezett, mint Kenya és Irán esetében. A konfliktus csúcspontján 35 000 brit katona állomásozott Malajziában. Ahogy a felkelést sikerült visszaszorítani, a helyi lakosság körében is egyre csökkent a népszerűsége.
Ugyan a lázadást lassan leverték, ám világossá vált, hogy a brit gyarmati uralmat nem lehet többé fenntartani az országban. 1953-ban elkészültek a Szingapúrnak és a térség többi brit gyarmatának adandó függetlenségre vonatkozó tervek. Az első választásokat 1955-ben, alig néhány nappal Churchill lemondása után tartották, majd 1957-ben az ország Maláj Államszövetség néven elnyerte függetlenségét.

### Agyvérzése
1953 júniusában, 78 évesen, miután a Downing Street 10-ben megbeszélést folytatott Alcide De Gasperi olasz miniszterelnökkel, Churchill súlyos agyvérzést szenvedett. Ezt eltitkolták a sajtó és a Parlament elől, úgy tájékoztatva őket, hogy a miniszterelnök kimerültség miatt kényszerült pihenésre. Vidéki házába, Chartwellbe vonult vissza a lábadozás idejére. Az agyvérzés károsította beszélőképességét, és egy ideig járni sem tudott. Felépülése a korához és a betegség súlyosságához képest nagyon gyorsan megtörtént, és gyakorlatilag teljes mértékű volt, amit bizonyított, amikor októberben a Konzervatív Párt konferenciáján mondott beszéddel visszatért a közéletbe. Elhatározta, amennyiben a beszédet nem tudja megtartani, lemond a miniszterelnökségről, azonban minden nehézség nélkül teljesítette a feladatot.

## Magánélete

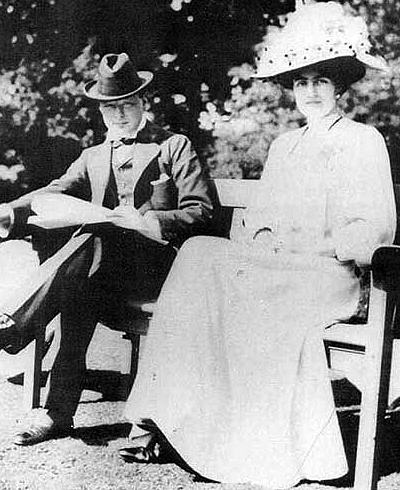
Winston Churchill és menyasszonya, Clementine Hozier röviddel házasságkötésük előtt (1908)

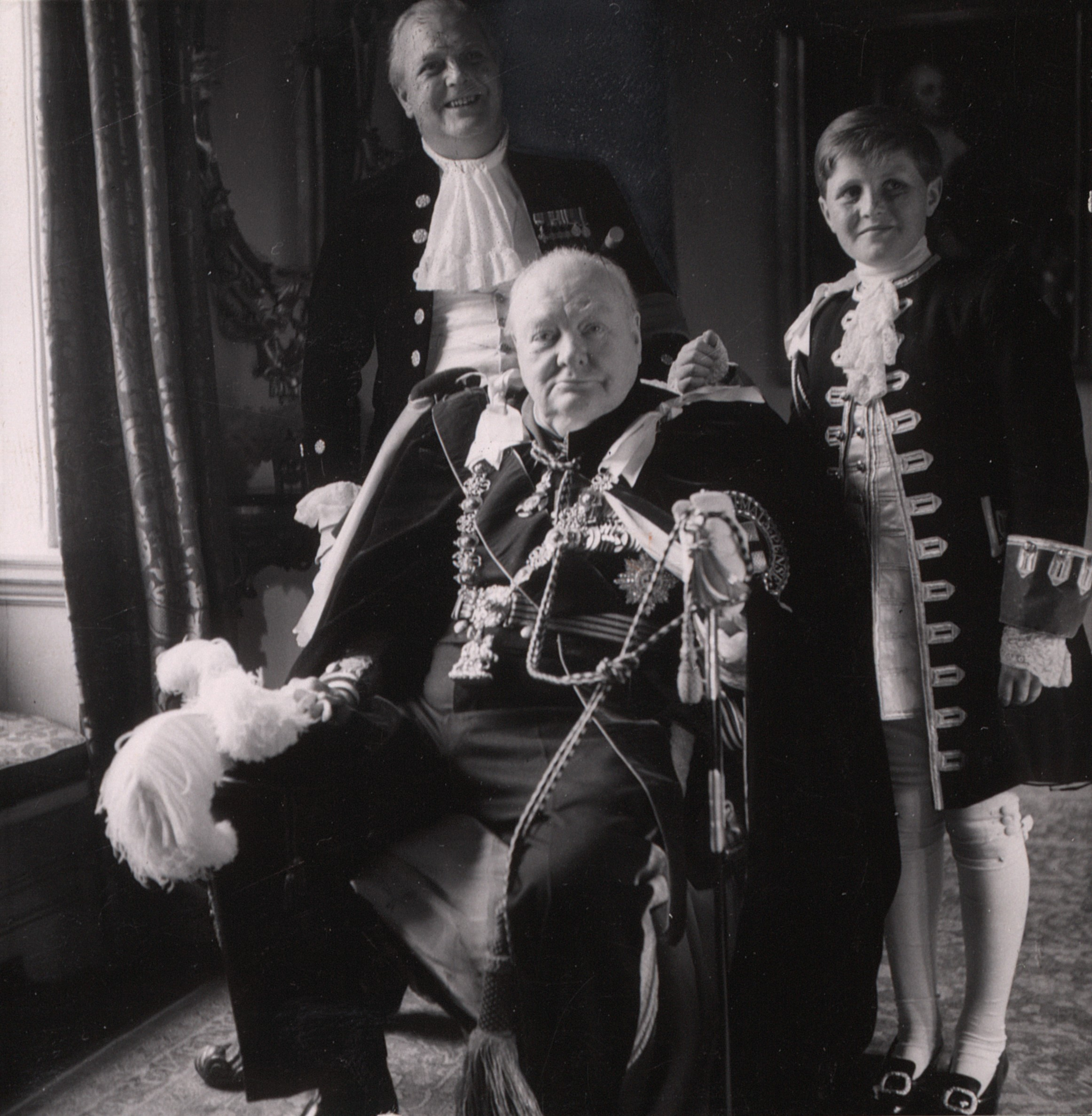
Winston Churchill fiával, Randolphfal és legidősebb unokájával, Winstonnal

Churchill 1908. szeptember 12-én vette feleségül Clementine Hoziert, akivel az év márciusában, egy vacsorán találkozott (korábban Ethel Barrymore színésznőnek udvarolt, de ő kikosarazta). Öt gyermekük született: Diana, Randolph, Sarah (aki együtt játszott Fred Astaire-rel a Royal Wedding (Királyi esküvő) című filmben), Marigold (1918–21) és Mary, aki könyvet írt szüleiről. Churchillt fia, valamint két unokája, Nicholas Soames (Mary fia) és Winston Churchill is követte a parlamenti képviselői székben.
Clementine anyja Lady Blanche Hozier, Sir Henry Montague Hozier második felesége volt, apjának kiléte azonban máig viták tárgya. Lady Blanche közismert volt házasságon kívüli kalandjairól, ami végül váláshoz vezetett. Anyja azt állította, William Middleton, az ismert lovas volt az apa, Clementine életrajzírója, Joan Hardwick feltételezte (Sir Henry állítólagos sterilitása miatt), hogy Lady Blanche összes gyermekének apja testvérének férje, Algernon Bertram Freeman-Mitford volt.
Churchill szabadidejében rendszerint kenti házukban, Chartwellben tartózkodott, amelyet feleségével 1922-ben vásároltak meg. Itt az időt írással, festéssel, falazással és fekete hattyúinak etetésével töltötte.
Churchill élete jelentős részében depresszióval (esetleg mániás depresszióval) küzdött, amit „fekete kutyájának” nevezett.

### Festészete
Igen termékeny festő volt, több mint 750 képet (és két szobrot) alkotott, e tevékenysége elismeréseként megkapta a Királyi Művészeti Akadémia oklevelét. Művei közül körülbelül 350 Chartwellben látható.
Churchill negyvenes éveiben, a gallipoli partraszállás kudarca jelentette politikai katasztrófát követően kezdett festeni. A festő Sir John Rothensteinnek mondta: „Ha nem lenne a festés, nem tudnék élni. Nem bírnám a feszültséget.” Első kiállítását (Charles Morin álnév alatt) 1921-ben rendezték a tekintélyes Galerie Druet-ben. 1948-ban a Királyi Művészeti Akadémia a Rendkívüli Tiszteletbeli Akadémikus címet adományozta neki. Sir Hugh Casson, az Akadémia elnökének szavai szerint Churchill „jelentős tehetséggel megáldott amatőr, aki, ha ideje engedte volna, a legtöbb hivatásossal is felvehette volna a versenyt … különösen, ami a színek használatát illeti.”
Bármilyen jelentős volt is számára a festészet, a nyilvánosság előtt életének e vonatkozása sokáig rejtve maradt. Élete során alig néhány alkalommal rendeztek nagyobb kiállítást képeiből (beleértve az első, álnéven rendezettet is).
Churchill műveit európai, kanadai, ausztráliai, japán és egyesült államokbeli galériákban is kiállították. Munkái a következő múzeumok állandó kiállításainak részei: a londoni Királyi Művészeti Akadémia és a Tate Galéria, a New York-i Metropolitan Művészeti Múzeum, a washingtoni Smithsonian Intézet, a Dallasi Művészeti Múzeum és a São Pauló-i Művészeti Múzeum. Több műve is megfordult a nagy aukciós házak árverésein: a Tirenhir látképe a várt összeg közel háromszorosáért, 612 800 fontért kelt el a Sotheby'snél, a Chartwell: látkép bárányokkal című pedig még ezt is felülmúlta 1 millió fontos leütési árával.

## Klubok és az ivás

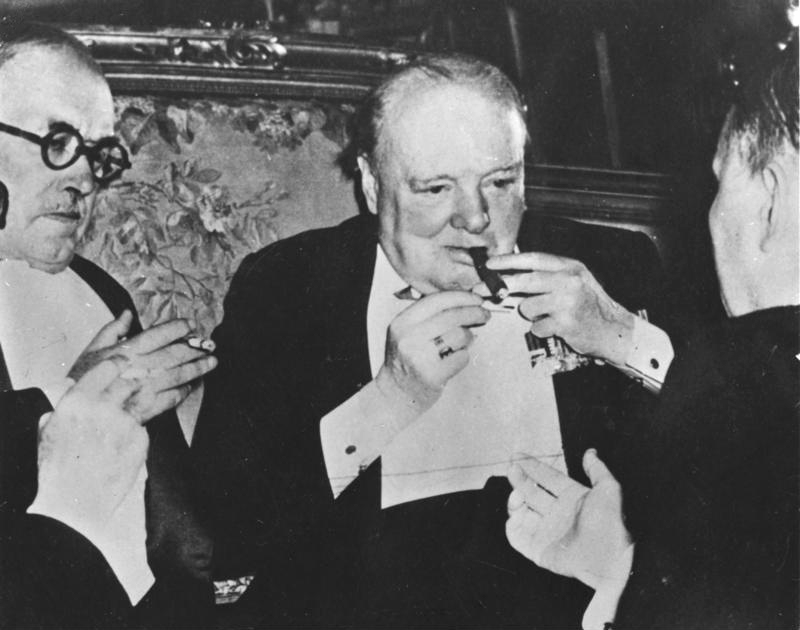
Churchill (Potsdam, 1945)

Korának sok politikusához hasonlóan Churchill is több londoni klubnak volt a tagja: liberális korszakában a Reform Clubnak és a Nemzeti Liberális Klubnak, később, a konzervatívokhoz visszatérve pedig az Athenaeum Clubnak, a Boodle'snak, a Buck's Clubnak és a Carlton Clubnak. E számos különböző klubban viselt tagsága ellenére nem volt rendszeres látogatója ezeknek az intézményeknek, és kevés időt töltött ott, találkozóit inkább a Savoy és a Ritz szállóbeli, esetleg a Képviselőház étkezőjében bonyolított ebédek, illetve vacsorák keretében intézte.
Közismert és jól dokumentált Churchill közeli kapcsolata az alkohollal. Indiai és dél-afrikai szolgálata idején vált szokásává, hogy a fertőző betegségek megelőzésére ivóvizéhez egy kevés whiskyt adott. Erről azt mondta: „kitartó szorgalommal megtanultam szeretni”. Élete nagy részében közel napi rendszerességgel ivott alkoholt, étkezés előtt, alatt és után. William Manchester The Last Lion (Az utolsó oroszlán) című könyve szerint kedvenc whiskyje a vörös címkés Johnnie Walker volt. Kedvelte ezen kívül a pezsgőt, a konyakot és a jó borokat. Mindazonáltal egybehangzó vélemények szerint nem volt alkoholista (még ha – a látszatra rájátszva – előszeretettel erősítette is nagyivó hírnevét). A Churchill Központ szerint 1936-ban fogadást kötött, hogy egy évig nem iszik töményet, amit meg is nyert. Patrick Buchan-Hepburn, egyik személyi titkára szerint „Valamiféle színes vizet kortyolgatott egész nap, reggeltől késő estig: éppen csak egy gyűszűnyi whiskyt adott hozzá.” Ezzel egybehangzóan nyilatkozott David Hunt, aki szintén személyi titkára volt egy ideig: „Whiskyt ivott szódával, de az az ital nem sok whiskyt látott.”
Churchill az italozás mellett rengeteget dohányzott is, főleg szivarokat szívott rendszeresen.

## Visszavonulása után
1955-ben környezete (családja és a kormány tagjai) nyomásának engedve maga is elismerte, hogy fizikai és szellemi állapota már nem teszi lehetővé számára a miniszterelnöki tisztség betöltését. Helyét rég kijelölt (és joggal türelmetlen) utóda, Anthony Eden vette át. Visszavonulása alkalmából II. Erzsébet királynő hercegi címet ajánlott neki, amit azonban Churchill (részben örököse, Randolph képviselői ambícióira tekintettel) visszautasított. Néha még szavazott a Képviselőházban, de többé nem szólalt fel, bár woodfordi képviselői tisztét az 1964-es általános választásokig megtartotta. A britek szuezi válságban játszott szerepét kritizálva azt mondta: „Sosem vágtam volna bele az amerikaiakkal való megegyezés nélkül, és ha belevágtam volna, nem merészeltem volna abbahagyni.” 1959-ben a Képviselőház korelnöke lett.
Szellemi és fizikai állapotának hanyatlásával depressziója egyre súlyosabbá vált. Némi megnyugvást talált a földközi-tengeri napsütésben és a táj színeiben. Sok időt töltött irodalmi ügynöke, Emery Reves (Révész Imre) villájában a francia Riviérán. Nyolc hajóúton vett részt Arisztotélisz Onászisz vendégeként annak jachtján. Egy ízben, amikor a Dardanellákon kellett áthaladniuk, Onasszisz utasításba adta, hogy éjszaka keljenek át, hogy a vendéget ne zavarják kellemetlen emlékek.
1963-ban John F. Kennedy amerikai elnök a kongresszus határozata alapján az Egyesült Államok első tiszteletbeli állampolgárává nyilvánította Winston Churchillt. Churchill egészségi állapota nem tette lehetővé számára, hogy személyesen jelenjen meg a Fehér Házban, így fia és unokája képviselte a ceremónián.
Churchill utolsó évei búskomorságban teltek. Sosem rendezte ellentmondásos viszonyát fiával. Sarah lánya alkoholista lett, Diana pedig öngyilkosságot követett el 1963 őszén. Churchill több kisebb agyvérzésen esett át. 1964 novemberében egy kortól és csapásoktól megtört öregember jelent meg az őt kilencvenedik születésnapján felkereső fotósok előtt.
1965. január 12-én újabb, nagyon súlyos agyvérzést kapott. Tizenkét nappal később, 1965. január 24-én, napra pontosan 70 évvel édesapja után hunyt el.

## Temetése

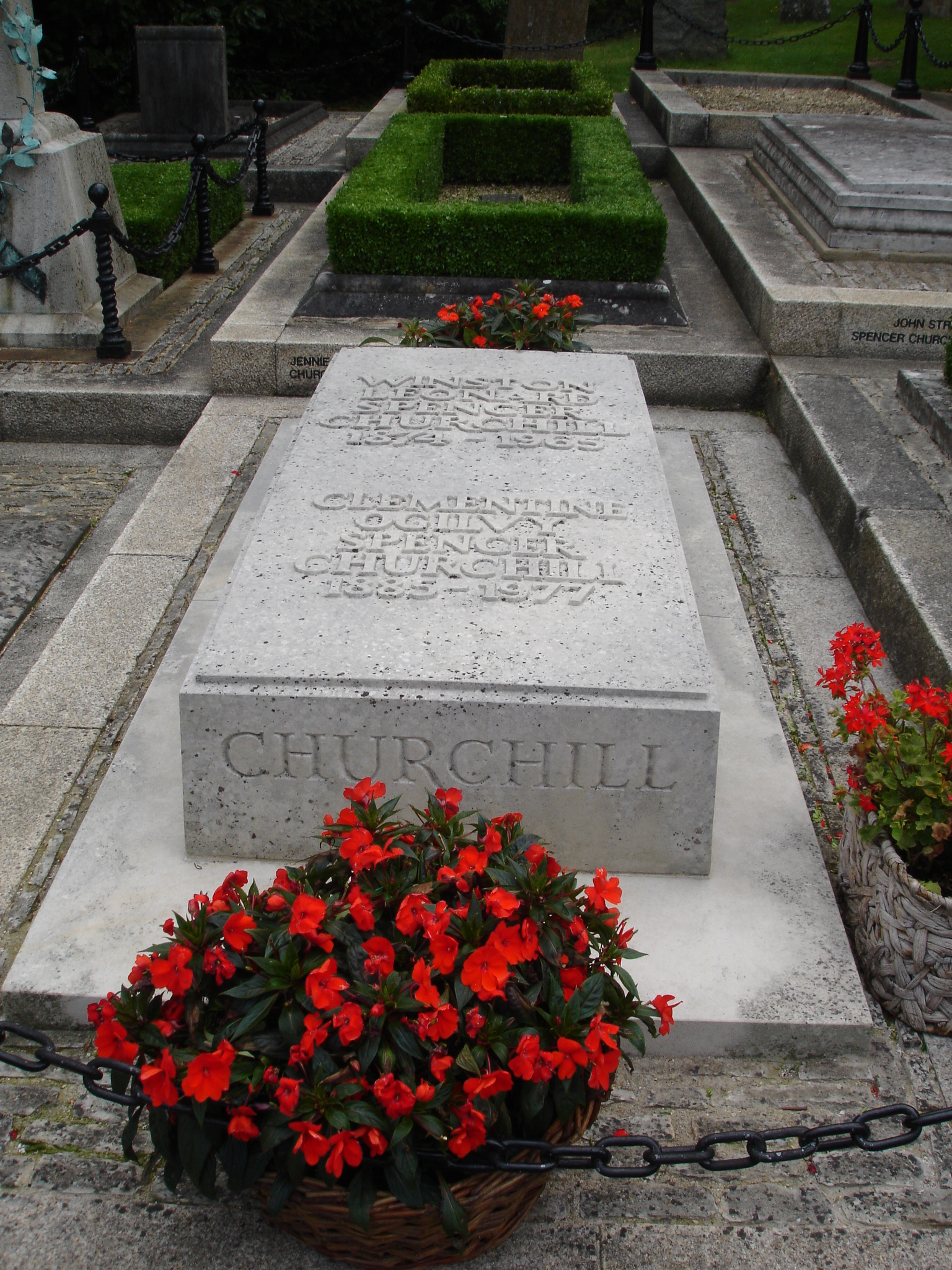
Winston és Clementine Churchill sírja Bladonben

II. Erzsébet rendelete alapján nyilvános ravatalozást és állami temetést kapott. 1914 óta ez volt az első és máig egyetlen alkalom, hogy a királyi családon kívüli személy ebben a megtiszteltetésben részesült.
Miközben koporsóját a Havengore fedélzetén szállították a Temzén, a londoni dokkok darui a tiszteletadás jeleként meghajoltak. A Királyi Tüzérség a kormányfőknek kijáró 19 díszlövést adott le, a RAF 16 English Electric Lightning vadászgéppel adott díszkíséretet. A temetésen jóval több mint száz állam vezetői jelentek meg.
Churchillt végakarata alapján Bladonben helyezték végső nyugalomra, nem messze születési helyétől, a Blenheim-palotától. Az állomásokon, ahol a koporsót szállító vonat áthaladt, ezrek jelentek meg, hogy néma tiszteletadással búcsúzzanak. 1998-ban sírkövét ki kellett cserélni, mert a látogatók nagy száma miatt megrongálódott.
Mivel a temetés január 30-án volt, az Egyesült Államokban megemlékeztek Churchill és Franklin D. Roosevelt barátságáról is, lévén az a nap egyben a néhai elnök születésnapja is.

## Történészi munkássága
Churchill igen termékeny író volt, és politikai tárgyú művei mellett számos történelmi témájú írást is megjelentetett. Nem volt azonban képzett történész, ezért művei sok tekintetben hiányosságokat mutatnak. Fiatal korában (az iskolaévek alatt mulasztottakat pótlandó) sokat, de kevés szerzőtől olvasott. Gondolkodására Edward Hyde-nak az angol polgárháborúról szóló könyve, Edward Gibbon The Decline and Fall of the Roman Empire (A Római Birodalom hanyatlása és bukása) című, valamint Thomas Macaulay History of England (Anglia története) című műve hatott. Tudása és érdeklődése egyaránt hiányzott a gazdaság- és társadalomtörténet vonatkozásában, és a történelmet mint politikai és katonai események sorát szemlélte, amelyet kiemelkedő személyek irányítanak, nem pedig gazdasági és társadalmi erők.
Churchill volt az egyik utolsó és legnagyobb hatású alakja a 18-19. századi „whig történetírásnak”, amely szerint a briteknek különleges történelmi hivatásuk van, és amely a történelmet mint ezen hivatás betöltésének folyamatát szemlélte. Ez a nézőpont meghatározta nemcsak Churchill politikai pályáját, de történetírói munkásságát is, és bár már ifjúkorában is meghaladottnak számított, sosem volt hajlandó felülvizsgálni.
Történeti művei három fő kategóriába sorolhatók. Az elsőt ezek közül a családja tagjairól szóló művek alkotják: a Life of Lord Randolph Churchill (Lord Randolph Churchill élete; 1906) és a Marlborough: His Life and Times (Marlborough: élete és kora; négy kötet, 1933-1938). Ma is remek, olvasmányos életrajzoknak számítanak, ám kitűnik belőlük, hogy Churchill igyekezett a lehető legjobb színben feltüntetni felmenőit. A Marlborough-ról írott mű kitűnően mutatja a szerző érzékét a hadtörténetíráshoz.
A második kategóriába a saját életéről írott munkái tartoznak: a The Story of the Malakand Field Force (A malakandi hadsereg története; 1898), a The River War (A folyami háború; 1899), London to Ladysmith via Pretoria (Londontól Ladysmithig Pretorián át; 1900) és az Ian Hamilton's March (Ian Hamilton menetelése; 1900). Ez utóbbi kettőt újraszerkesztett formában My Early Life (Ifjúkorom; 1930) címmel is kiadták. Ezek színes és szórakoztató művek, és betekintést adnak a brit gyarmati háborúkba, de végső soron mégis az önreklám eszközei voltak, hisz Churchill 1900-ban már parlamenti képviselőjelölt volt.
Történetírói hírnevét igazán a harmadik kategóriába tartozó művek alapozták meg: az első világháborúról szóló The World Crisis (A világválság; négy kötet, 1923-1931), A második világháború (hat kötet, 1948-1953), valamint Az angol ajkú népek története (1956-1958, jelentős része a 30-as években íródott). E művekkel érdemelte ki az irodalmi Nobel-díjat.

## Kitüntetései, elismerései

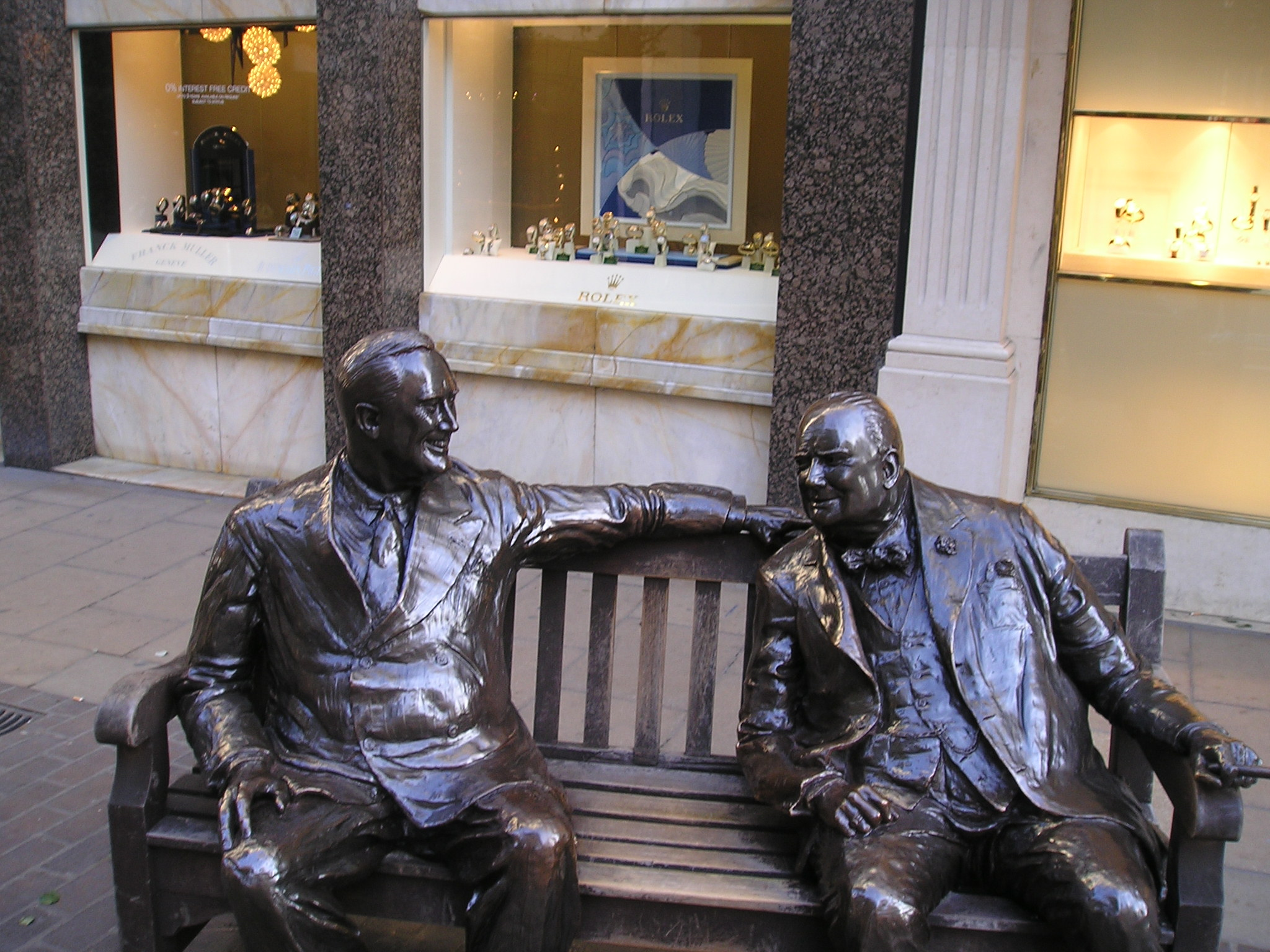
Churchill és Franklin D. Roosevelt szobra Londonban, a Bond Streeten

Az Egyesült Államok díszpolgársága és az állami temetés jelentette rendkívüli elismerés mellett Churchill számos más díjat és kitüntetést is kapott, illetve számos szobrot emeltek a tiszteletére, és egyéb módokon is kifejezik iránta érzett nagyrabecsülésüket:
- élete során 37 kitüntetést kapott, ezek közül húszat hazájától (főként miniszteri tevékenysége elismeréseként), hármat Franciaországtól, kettőt-kettőt Belgiumtól, Dániától, Luxemburgtól és Spanyolországtól, egyet-egyet pedig az Egyesült Államoktól, Egyiptomtól, Hollandiától, Líbiától, Nepáltól és Norvégiától[85]
- 1955-ben, visszavonulásakor felajánlották neki a hercegi címet, de azt fiára tekintettel (aki parlamenti képviselőségre törekedett) visszautasította
- 1943-ban a RAF 615. századának tiszteletbeli „Air Commodore”-ává nevezték ki.[85] (Ez a rang NATO-ban az egycsillagos tábornoknak felel meg.)
- 1941-től haláláig az Öt Kikötő Lordfelügyelője tiszteletbeli címét viselte[85]
- ugyanebben az évben elnyerte a Kanadai Titkos Tanács tagságát (ekkor már – korábbi brit kormánytagsága révén – a Birodalmi Titkos Tanács tagja volt, aminek révén megillette az „igen tiszteletreméltó” megszólítás)[85]
- 1953-ban két kiemelkedő elismerés érte: megkapta a Térdszalagrend lovagja címet és ezzel a „Sir” előnevet, illetve[85]
- irodalmi Nobel-díjat kapott történetírói munkásságáért
- megkapta a Bristoli Egyetem kancellárja címet (bár sosem végzett egyetemet)
- 1956-ban az európai gondolat előmozdítóinak járó Károly-díjjal tüntette ki Aachen városa[86]
- az 1965-ben az egykoronás érmére vert arcképe révén az első ember lett, aki nem uralkodóként brit pénzen szerepelt
- 1999-ben bocsátották vízre az Egyesült Államok haditengerészetének Winston S. Churchill rombolóját[87]
- egy második világháborús tankot róla neveztek el[88]
- számos szobra áll a világ különböző városaiban, így Budapesten is, a Városligetben[89]
- 1960-ban a Cambridge-i Egyetemen megalapították a Churchill College-t, amely többek között iratainak egyik legnagyobb gyűjteményét, a Churchill Archive-ot is gondozza[90]
- számos egyéb intézmény (így 4 főiskola az Egyesült Államokban és 7 iskola Kanadában), valamint sok közterület viseli a nevét.

## A populáris kultúrában és a médiában
- 2002 novemberében a BBC szavazásán körülbelül egymillió néző szavazatai alapján a „100 legnagyobb brit” listáján „mind közül a legnagyobbnak” választották.[91]
- 2017-ben film készült Churchill miniszterelnökké választásáról és az azt követő háborús politikájáról, A legsötétebb óra címmel, melyben Gary Oldman alakította.
- A Korona című sorozat első három évadában John Lithgow formálja meg.

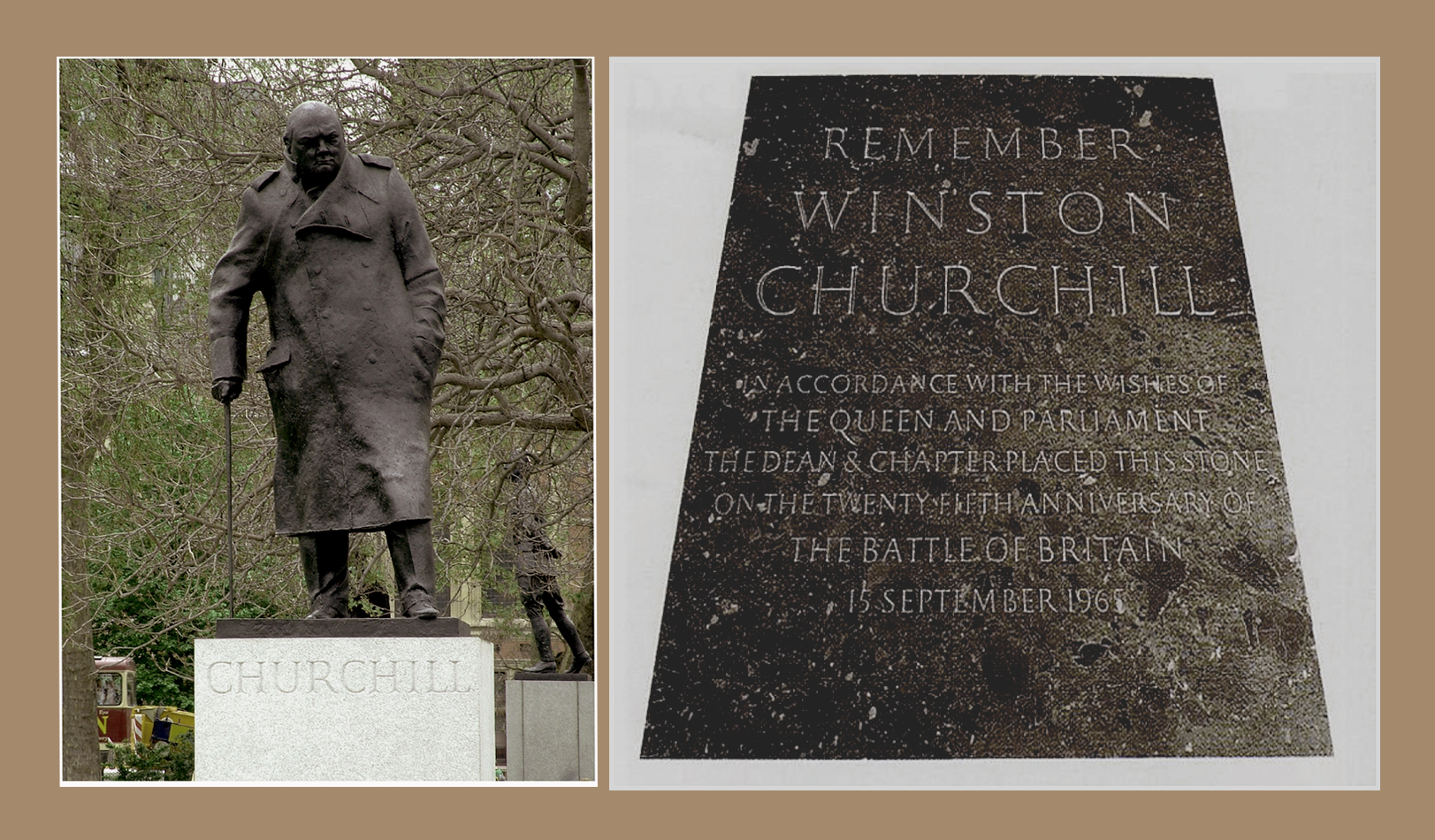
London + Westminster Abb.: In Memoriam WS. Churchill (KT_ARCHÍV_VeML)

## Bibliográfia
Cím (kiadás éve)
- The Story of the Malakand Field Force (A malakandi hadsereg története) (1898)
- The River War (A folyami háború) (1899)
- London to Ladysmith via Pretoria (Londontól Ladysmithig Pretorián át, 1900)
- Ian Hamilton’s March (Ian Hamilton menetelése, 1900)
- Mr. Brodrick’s Army (Mr. Brodrick hadserege, 1903)
- Lord Randolph Churchill (1906)
- For Free Trade (A szabadkereskedelemért, 1906)
- My African Journey (Afrikai utazásom, 1908)
- Liberalism and the Social Problem (Liberalizmus és a társadalmi probléma, 1909)
- The People’s Rights (Az emberek jogai, 1910)
- The World Crisis (A világválság, 1923–1931)
- My Early Life (Ifjúkorom, 1930)
- India (1931)
- Thoughts and Adventures (Gondolatok és kalandok, 1932)
- Marlborough: His Life and Times (Marlborough: élete és kora, 1933–1938)
- Great Contemporaries (Nagy kortársak, 1937)
- Arms and the Covenant (Fegyverek és a Népszövetség Alapokmánya, 1938)
- Step by Step 1936–1939 (Lépésről lépésre 1936–1939, 1939)
- Addresses Delivered in the Year 1940 (Beszédek 1940-ben, 1940)
- Broadcast Addresses (Rádióbeszédek, 1941)
- Into Battle (Háborúba, 1941)
- The Unrelenting Struggle (A könyörtelen küzdelem, 1942)
- The End of the Beginning (A kezdet vége, 1943)
- Onwards to Victory (A győzelem felé, 1944)
- The Dawn of Liberation (A felszabadítás hajnala, 1945)
- Victory (Győzelem, 1946)
- Secret Sessions Speeches (Titkos üléseken mondott beszédek, 1946)
- War Speeches 1940–1945 (Háborús beszédek 1940–1945, 1946)
- A második világháború (1948–1954)
- The Sinews of Peace (A béke izmai, 1948)
- Painting as a Pastime (A festés mint időtöltés, 1948)
- Europe Unite (Egyesült Európa, 1950)
- In the Balance (Egyensúlyban, 1951)
- The War Speeches 1939–1945 (Háborús beszédek 1939–1945, 1952)
- Stemming the Tide (Megállítani az árt, 1953)
- Az angol ajkú népek története (1956–1958)
- The Unwritten Alliance (Az íratlan szövetség, 1961)

## Magyarul megjelent művei
- Churchill nyilatkozik a Szovjetről; Stádium, Budapest, 1944
- Értekezlet a három Szövetséges Nagyhatalom, a Szovjetúnió, az Egyesült Államok és Nagybritannia vezető államférfiai között a Krimben; Konferencija v Krimu, Krim, 1945
- Nyugati szemmel. A Szovjetunióból jelentjük...; tudósítók Winston Churchill et al.; összeáll. Makai György; Kossuth, Budapest, 1958
- A második világháború, 1–2.; röv. kiad.; Kossuth, Budapest, 1972
- A második világháború, 1–2.; utószó Gyarmati György, vál. Csurdi Sándor, Gyarmati György, fordította: Betlen János, életrajzok Békés Csaba, jegyz. Csurdi Sándor; Európa, Budapest, 1989 (Emlékezések)
- Nagy csaták. Híres-hírhedt szereplők. Fejezetek a második világháborúból; fordította: Etédi Péter, Uram Tamás; Magyar Könyvklub, Budapest, 1999
- Let Europe arise! Beszéd a világ egyetemi hallgatóihoz Zürichben 1946. szeptember 19-én; esszé Kertész Imre; Kranich, Zollikon, 2000
- Az angol ajkú népek története; fordította: Somogyi Pál László; Európa, Budapest, 2004
- Sohase engedjetek! Winston Churchill legjobb beszédei; vál., szerk. Winston S. Churchill, fordította: Gy. Horváth László; Európa, Budapest, 2006
- Savrola. Forradalom Laurániában; fordította: Tamás Gábor; Metropolis Media, Budapest, 2010 (Irodalmi Nobel-díjasok könyvtára)
- Ifjúságom, 1874–1904; fordította: Glattfelder Béla; Saxum, Budapest, 2017

### Elsődleges források
- Jenkins, Roy: Churchill, Budapest, Európa Kiadó, 2005. ISBN 963-07-7889-0
- Churchill, Winston: The World Crisis (A világválság) (hat kötet, 1923–31), egykötetes kiadás (2005); az első világháborúról
- Churchill, Winston: A második világháború (hat kötet, 1948–53)
- Gilbert, Martin, szerk.: Winston S. Churchill: Companion 15 kötet (14,000 oldal) Churchill és mások hivatalos és nem hivatalos dokumentumai. 1. rész: I. Ifjúsága, 1874–1900, 1966, 654 pp. (2 kötet); II. Ifjú államférfi, 1901–1914, 1967, 796 pp. (3 kötet); III. A háborús kihívás, 1914–1916, 1971, 1024 pp. (3 kötet); IV. A megsebzett világ, 1916–1922, 1975, 984 pp. (2 kötet); 2. rész: Az igazság prófétája, 1923–1939, 1977, 1195 pp. (3 kötet); II. A legdicsőbb óra, 1939–1941, 1983, 1328 pp. (2 kötet, cím: Churchill háborús iratai); III. Út a győzelemhez, 1941–1945, 1986, 1437 pp. (kiadatlan, várhatóan 4 kötetes); IV. Sohase essetek kétségbe, 1945–1965, 1988, 1438 pp. (kiadatlan, várhatóan 3 kötetes)
- James, Robert Rhodes, szerk.: Winston S. Churchill: His Complete Speeches, 1897–1963. (Winston S. Churchill összes beszédei) 8 kötet. London, Chelsea, 1974, 8917 pp.
- Sir Winston Churchill, His life through his paintings (Sir Winston Churchill élete a festményei tükrében), David Coombs, Pegasus, 2003
- Idézetek adatbázisa, World Beyond Borders
- The Oxford Dictionary of 20th century Quotations (XX. századi idézetek szótára), Oxford University Press (ISBN 0-19-860103-4)

### Másodlagos források
- Michael R. Beschloss, (2002): The Conquerors: Roosevelt, Truman and the Destruction of Hitler's Germany, 1941–1945 (A hódítók: Roosevelt, Truman és a hitleri Németország elpusztítása), 131. oldal
- Geoffrey Best: Churchill: A Study in Greatness (Churchill: tanulmány a nagyságról), 2003
- Robert Blake: Winston Churchill. Pocket Biographies (Churchill: Zsebéletrajzok), 1997, 110. oldal
- Robert Blake and Louis William Roger, szerk.: Churchill: A Major New Reassessment of His Life in Peace and War (Churchill: egy átértékelt élet háborúban és békében) Oxford UP, 1992, 581 pp; 29 esszé
- John Charmley: Churchill, The End of Glory: A Political Biography (Churchill, a dicsőség vége: politikai életrajz), 1993. Revizionista, Chamberlain-párti írás, amely szerint Churchill meggyengítette Nagy–Britanniát.
- John Charmley: Churchill's Grand Alliance: The Anglo-American Special Relationship 1940–57 (Churchill Nagy Szövetsége: az angol-amerikai különleges kapcsolat 1940–1957), 1996
- Richard Harding Davis: Real Soldiers of Fortune (Igazi szerencsevadászok) 1906, korai életrajz Project Gutenberg
- Sebastian Haffner: Winston Churchill 1967
- P. Hennessy: Prime minister: the office and its holders since 1945 (Miniszterelnökök: a hivatal és viselői 1945-től máig), 2001
- Christopher Hitchens: "The Medals of His Defeats" (Vereségei érdemérmei) The Atlantic April 2002.
- James, Robert Rhodes: Churchill: A Study in Failure, 1900–1939 (Churchill: tanulmány a bukásról), 1970, 400 pp.
- Roy Jenkins: Churchill (Európa, 2005)
- François Kersaudy: Churchill and De Gaulle (Churchill és De Gaulle) 1981 ISBN 0-00-216328-4.
- Christian Krockow: Churchill: Man of the Century (Churchill: az évszázad embere) 2000 ISBN 1-902809-43-2.
- John Lukacs: Churchill: Visionary, Statesman, Historian (Churchill: látnok, államférfi, történész) Yale University Press, 2002
- William Manchester: The Last Lion: Winston Spencer Churchill, Visions of Glory 1874–1932 (Az utolsó oroszlán: Winston Spencer Churchill, A dicsőség látomásai, 1874–1932) 1983; ISBN 0-316-54503-1; The Last Lion: Winston Spencer Churchill, Alone 1932–1940 (Az utolsó oroszlán: Winston Spencer Churchill, Egyedül 1932–1940), 1988, ISBN 0-316-54512-0.
- Robert Massie: Dreadnought: Britain, Germany and the Coming of the Great War (Dreadnought: Nagy-Britannia, Németország és a közelgő Nagy Háború) ISBN 1-84413-528-4. 40-41 fej.: Churchill az Admiralitásnál
- A. Montague Browne: Long sunset (Hosszú napnyugta) 1995
- Henry Pelling: Winston Churchill (első kiadás) 1974, (ISBN 1-84022-218-2), 736 pp.; átfogó életrajz
- Rasor, Eugene L.: Winston S. Churchill, 1874–1965: A Comprehensive Historiography and Annotated Bibliography. (Részletes historiográfia és annotált bibliográfia) Greenwood Press. 2000. 710 pp. Több ezer könyv és cikk leírása.
- Stansky, Peter, szerk.: Churchill: A Profile (Churchill profilja) 1973, 270 pp. Vezető kutatók tanulmánya.l mellett és ellen

### Beszédei
- Sohase engedjetek!: Winston Churchill legjobb beszédei (válogatta és szerkesztette unokája, Winston S. Churchill, fordította Gy. Horváth László), Európa, 2006 ISBN 9630781662
- EarthStation1: Winston Churchill beszédei – audio archívum
- A „legdicsőbb óra”-beszéd hangfelvétele

## Fordítás
- Ez a szócikk részben vagy egészben  a   Winston Churchill című angol Wikipédia-szócikk ezen változatának fordításán alapul.  Az eredeti cikk szerkesztőit annak laptörténete sorolja fel. Ez a jelzés csupán a megfogalmazás eredetét és a szerzői jogokat jelzi, nem szolgál a cikkben szereplő információk forrásmegjelöléseként.